# 1963
| [ Edytuj tabelę ]                                                | |
| Przewodniczący Rady Państwa                                      | - 1952 Aleksander Zawadzki 1964 |
| Premier Polski                                                   | - 1954 Józef Cyrankiewicz 1970 |
| Prezydent Polski na uchodźstwie                                  | - 1947 August Zaleski 1972 |
| Premier rządu RP na uchodźstwie                                  | - 1955 Antoni Pająk 1965 |
| I sekretarz KC PZPR                                              | - 1956 Władysław Gomułka 1970 |
| Król Afganistanu                                                 | - 1933 Mohammad Zaher Szah 1973 |
| Premier Afganistanu                                              | - 1953 Mohammad Daud Chan 1963 - 1963 Mohammad Jusuf Chan 1965 |
| Przywódca Albanii                                                | - 1944 Enver Hoxha 1985 |
| Premier Albanii                                                  | - 1954 Mehmet Shehu 1981 |
| Prezydent Algierii                                               | - 1962 Ferhat Abbas 1963 - 1963 Ahmad Ben Bella 1965 |
| Premier Algierii                                                 | - 1962 Ahmad Ben Bella 1963 - 1963 urząd zniesiony 1979 |
| Współksiążęta Andory                                             | - 1943 Ramón Iglesias i Navarri 1969 - 1959 Charles de Gaulle 1969 |
| Król Arabii Saudyjskiej                                          | - 1953 Su’ud ibn Abd al-Aziz Al Su’ud 1964 |
| Prezydent Argentyny                                              | - 1962 José María Guido 1963 - 1963 Arturo Umberto Illia 1966 |
| Premier Australii                                                | - 1949 Robert Menzies 1966 |
| Prezydent Austrii                                                | - 1957 Adolf Schärf 1965 |
| Kanclerz Austrii                                                 | - 1961 Alfons Gorbach 1964 |
| Przewodniczący Zjednoczonej Rady Rewolucyjnej Birmy              | - 1962 Ne Win 1974 |
| Premier Birmy                                                    | - 1962 Ne Win 1974 |
| Król Belgów                                                      | - 1951 Baudouin 1993 |
| Premier Belgii                                                   | - 1961 Théodore Lefèvre 1965 |
| Prezydent Beninu                                                 | - 1960 Hubert Maga 1963 - 1963 Christophe Soglo 1964 |
| Król Bhutanu                                                     | - 1952 Jigme Dorji Wangchuck 1972 |
| Premier Bhutanu                                                  | - 1952 Jigme Palden Dorji 1964 |
| Prezydent Boliwii                                                | - 1960 Víctor Paz Estenssoro 1964 |
| Prezydent Brazylii                                               | - 1961 Joao Belchior Marques Goulart 1964 |
| Sułtan Brunei                                                    | - 1950 Omar Ali Saifuddien III 1967 |
| Przywódca Bułgarii                                               | - 1954 Todor Żiwkow 1989 |
| Premier Bułgarii                                                 | - 1962 Todor Żiwkow 1971 |
| Król Burundi                                                     | - 1962 Mwambutsa IV 1966 |
| Premier Burundi                                                  | - 1962 André Muhirwa (p.o.) 1963 - 1963 Pierre Ngendandumwe 1964 |
| Prezydent Chile                                                  | - 1958 Jorge Alessandri 1964 |
| Przewodniczący ChRL                                              | - 1959 Liu Shaoqi 1968 |
| Premier Chin                                                     | - 1949 Zhou Enlai 1976 |
| Prezydent Cypru                                                  | - 1960 Michail Muskos 1974 |
| Prezydent Czadu                                                  | - 1960 François Tombalbaye 1975 |
| Premier Czadu                                                    | - 1960 urząd zniesiony 1978 |
| Prezydent Czechosłowacji                                         | - 1957 Antonín Novotný 1968 |
| Premier Czechosłowacji                                           | - 1953 Viliam Široký 1963 - 1963 Jozef Lenárt 1968 |
| Król Danii                                                       | - 1947 Fryderyk IX 1972 |
| Premier Danii                                                    | - 1962 Jens Otto Krag 1968 |
| Prezydent DR Konga                                               | - 1960 Joseph Kasavubu 1965 |
| Dalajlama                                                        | - 1940 Tenzin Gjaco |
| Prezydent Dominikany                                             | - 1962 Rafael Filiberto Bonnelly 1963 - 1963 Juan Bosch 1963 - 1963 Víctor Elby Viñas Román (tymcz.) 1963                                                               |
| Prezydent Egiptu                                                 | - 1961 Gamal Abdel Naser 1970 |
| Premier Egiptu                                                   | - 1962 Ali Sabri 1965 |
| Prezydent Ekwadoru                                               | - 1961 Carlos Arosemena Monroy 1963 - 1963 Ramón Castro Jijón 1966 |
| Cesarz Etiopii                                                   | - 1941 Hajle Syllasje 1974 |
| Premier Etiopii                                                  | - 1961 Aklilu Habte-Ueld 1974 |
| Przew. Komisji Europejskiej                                      | - 1958 Walter Hallstein (Niemcy) 1967 |
| Prezydent Filipin                                                | - 1961 Diosdado Macapagal 1965 |
| Prezydent Finlandii                                              | - 1956 Urho Kekkonen 1981 |
| Premier Finlandii                                                | - 1962 Ahti Karjalainen 1963 - 1963 Reino Ragnar Lehto 1964 |
| Prezydent Francji                                                | - 1959 Charles de Gaulle 1969 |
| Premier Francji                                                  | - 1962 Georges Pompidou 1968 |
| Prezydent Gabonu                                                 | - 1960 Léon M’ba 1964 |
| Premier Gabonu                                                   | - 1961 urząd zniesiony 1975 |
| Prezydent Ghany                                                  | - 1960 Kwame Nkrumah 1966 |
| Prezydent Górnej Wolty                                           | - 1960 Maurice Yaméogo 1966 |
| Król Grecji                                                      | - 1947 Paweł I 1964 |
| Premier Grecji                                                   | - 1961 Konstandinos Karamanlis 1963 - 1963 Panajotis Pipinelis 1963 - 1963 Stylianos Mawromichalis 1963 - 1963 Jeorjos Papandreu 1963 - 1963 Joanis Paraskewopulos 1964 |
| Premier Gujany                                                   | - 1961 Cheddi Jagan 1964 |
| Prezydent Gwatemali                                              | - 1958 Miguel Ydígoras Fuentes 1963 - 1963 Enrique Peralta Azurdia 1966                                                                                                 |
| Prezydent Gwinei                                                 | - 1958 Ahmed Sekou Touré 1984 |
| Prezydent Haiti                                                  | - 1957 François Duvalier 1971 |
| Regent Hiszpanii                                                 | - 1947 Francisco Franco 1975 |
| Premier Hiszpanii                                                | - 1939 Francisco Franco 1973 |
| Król Holandii                                                    | - 1948 Juliana 1980 |
| Premier Holandii                                                 | - 1959 Jan de Quay 1963 - 1963 Victor Marijnen 1965 |
| Prezydent Hondurasu                                              | - 1957 José Ramón Villeda Morales 1963 - 1963 Oswaldo López Arellano 1971                                                                                               |
| Szach Iranu                                                      | - 1941 Mohammad Reza Pahlawi 1979 |
| Premier Iranu                                                    | - 1962 Asadollah Alam 1964 |
| Prezydent Iraku                                                  | - 1958 Muhammad Nadżib ar-Rubaji 1963 - 1963 Abd as-Salam Arif 1966 |
| Premier Iraku                                                    | - 1958 Abd al-Karim Kasim 1963 - 1963 Ahmad Hasan al-Bakr 1963 - 1963 Tahir Jahja 1965                                                                                  |
| Prezydent Indii                                                  | - 1962 Sarvepalli Radhakrishnan 1968 |
| Premier Indii                                                    | - 1947 Jawaharlal Nehru 1964 |
| Prezydent Indonezji                                              | - 1945 Sukarno 1967 |
| Prezydent Irlandii                                               | - 1959 Éamon de Valera 1973 |
| Premier Irlandii                                                 | - 1959 Seán Lemass 1966 |
| Prezydent Islandii                                               | - 1952 Ásgeir Ásgeirsson 1968 |
| Premier Islandii                                                 | - 1962 Ólafur Thors 1963 - 1963 Bjarni Benediktsson (p.o) 1970 |
| Prezydent Izraela                                                | - 1952 Jicchak Ben Cewi 1963 - 1963 Kadisz Luz (p.o.) 1963 - 1963 Zalman Szazar 1973                                                                                    |
| Premier Izraela                                                  | - 1955 Dawid Ben Gurion 1963 - 1963 Lewi Eszkol 1969 |
| Premier Jamajki                                                  | - 1962 Alexander Bustamante 1967 |
| Cesarz Japonii                                                   | - 1926 Hirohito 1989 |
| Premier Japonii                                                  | - 1960 Hayato Ikeda 1964 |
| Prezydent Jemenu Północnego                                      | - 1962 Abd Allah as-Sallal 1967 |
| Król Jordanii                                                    | - 1952 Husajn 1999 |
| Premier Jordanii                                                 | - 1962 Wasfi at-Tall 1963 - 1963 Samir ar-Rifa’i 1963 - 1963 Husajn ibn Nasir 1964                                                                                      |
| Prezydent Jugosławii                                             | - 1953 Josip Broz Tito 1980 |
| Premier Jugosławii                                               | - 1945 Josip Broz Tito 1963 - 1963 Petar Stambolić 1967 |
| Król Kambodży                                                    | - 1960 Sisowath Kossamak (ceremonialna głowa państwa) 1970 - 1960 Norodom Sihanouk (szef państwa) 1970                                                                  |
| Premier Kambodży                                                 | - 1962 Norodom Kantol 1966 |
| Prezydent Kamerunu                                               | - 1960 Ahmadou Ahidjo 1982 |
| Premier Kanady                                                   | - 1957 John Diefenbaker 1963 - 1963 Lester Pearson 1968 |
| Emir Kataru                                                      | - 1960 Ali ibn Abd Allah Al Sani 1971 |
| Prezydent Kolumbii                                               | - 1962 Guillermo León Valencia 1966 |
| Prezydent Konga                                                  | - 1960 Fulbert Youlou 1963 - 1963 Alphonse Massamba-Débat 1968 |
| Premier Konga                                                    | - 1963 Alphonse Massamba-Débat 1963 - 1963 Pascal Lissouba 1966 |
| Patriarcha Konstantynopola                                       | - 1948 Atenagoras I 1972 |
| Prezydent Korei Południowej                                      | - 1963 Park Chung-hee 1979 |
| Premier Korei Południowej                                        | - 1963 Choi Tu-son 1964 |
| Premier KRLD                                                     | - 1948 Kim Il Sŏng 1972 |
| Prezydent Kostaryki                                              | - 1962 Francisco Orlich Bolmarcich 1966 |
| Prezydent Kuby                                                   | - 1959 Osvaldo Dorticós Torrado 1976 |
| Premier Kuby                                                     | - 1959 Fidel Castro 1976 |
| Emir Kuwejtu                                                     | - 1961 Abd Allah III 1965 |
| Premier Kuwejtu                                                  | - 1962 Abd Allah III as-Salim as-Sabah 1963 - 1963 Sabah as-Salim as-Sabah 1965                                                                                         |
| Król Laosu                                                       | - 1959 Savang Vatthana 1975 |
| Prezydent Libanu                                                 | - 1958 Fuad Szihab 1964 |
| Premier Libanu                                                   | - 1961 Raszid Karami 1964 |
| Prezydent Liberii                                                | - 1944 William Tubman 1971 |
| Król Libii                                                       | - 1951 Idris I 1969 |
| Premier Libii                                                    | - 1960 Muhammad Usman as-Sajd 1963 - 1963 Muhi ad-Din Fikini 1964 |
| Książę Liechtensteinu                                            | - 1938 Franciszek Józef II 1989 |
| Premier Liechtensteinu                                           | - 1962 Gerard Batliner 1970 |
| Premier Litwyna emigracji                                        | - 1940 Stasys Lozoraitis 1983 |
| Wielki książę Luksemburga                                        | - 1919 Szarlotta 1964 |
| Premier Luksemburga                                              | - 1959 Pierre Werner 1974 |
| Prezydent Madagaskaru                                            | - 1960 Philibert Tsiranana 1972 |
| Król Malezji                                                     | - 1960 Putra 1965 |
| Premier Malezji                                                  | - 1957 Tunku Abdul Rahman 1970 |
| Prezydent Mali                                                   | - 1960 Modibo Keïta 1968 |
| Premier Mali                                                     | - 1960 Modibo Keïta 1965 |
| Premier Malty                                                    | - 1962 George Borg Olivier 1971 |
| Król Maroka                                                      | - 1961 Hassan II 1999 |
| Premier Maroka                                                   | - 1960 wakat 1963 - 1963 Ahmed Bahnini 1965 |
| Prezydent Mauretanii                                             | - 1960 Muchtar wuld Dadda 1978 |
| Premier Mauretanii                                               | - 1961 urząd zniesiony 1979 |
| Prezydent Meksyku                                                | - 1958 Adolfo López Mateos 1964 |
| Książę Monako                                                    | - 1949 Rainier III 2005 |
| Minister stanu Monako                                            | - 1962 Pierre Blanchy (p.o.) 1963 - 1963 Jean Émile Reymond 1966 |
| Przewodniczący Prezydium Wielkiego Churału Ludowego Mongolii     | - 1960 Dżamsrangijn Sambuu 1972 |
| Premier Mongolii                                                 | - 1952 Jumdżaagijn Cedenbal 1974 |
| Sekretarz generalny NATO                                         | - 1961 Dirk Stikker (Holandia) 1964 |
| Król Nepalu                                                      | - 1955 Mahendra 1972 |
| Premier Nepalu                                                   | - 1960 Tulsi Giri 1963 - 1963 Surya Bahadur Thapa 1964 |
| Prezydent Niemiec                                                | - 1959 Heinrich Lübke 1969 |
| Kanclerz Niemiec                                                 | - 1949 Konrad Adenauer 1963 - 1963 Ludwig Erhard 1966 |
| Prezydent Nigru                                                  | - 1960 Hamani Diori 1974 |
| Prezydent Nigerii                                                | - 1963 Nnamdi Azikiwe 1966 |
| Prezydent Nikaragui                                              | - 1956 Luis Somoza Debayle 1963 - 1963 René Schick 1966 |
| Król Norwegii                                                    | - 1957 Olaf V 1991 |
| Premier Norwegii                                                 | - 1955 Einar Gerhardsen 1963 - 1963 John Lyng 1963 - 1963 Einar Gerhardsen 1965                                                                                         |
| Premier Nowej Zelandii                                           | - 1960 Keith Holyoake 1972 |
| Przewodniczący Rady Państwa NRD                                  | - 1960 Walter Ulbricht 1973 |
| Premier NRD                                                      | - 1949 Otto Grotewohl 1964 |
| Sułtan Omanu                                                     | - 1932 Sa’id ibn Tajmur 1970 |
| Sekretarz generalny ONZ                                          | - 1961 U Thant (Birma) 1971 |
| Prezydent Pakistanu                                              | - 1958 Muhammad Ayub Khan 1969 |
| Premier Pakistanu                                                | - 1958 urząd zniesiony 1971 |
| Prezydent Panamy                                                 | - 1960 Roberto Francisco Chiari Remón 1964 |
| Papież                                                           | - 1958 Jan XXIII 1963 - 1963 Paweł VI 1978 |
| Prezydent Paragwaju                                              | - 1954 gen. Alfredo Stroessner 1989 |
| Prezydent Peru                                                   | - 1962 Ricardo Pérez Godoy 1963 - 1963 Nicolás Lindley 1963 - 1963 Fernando Belaúnde Terry 1968                                                                         |
| Prezydent Południowej Afryki                                     | - 1961 Charles Swart 1967 |
| Premier Południowej Afryki                                       | - 1958 Hendrik Frensch Verwoerd 1966 |
| Prezydent Portugalii                                             | - 1958 Américo Tomás 1974 |
| Premier Portugalii                                               | - 1932 António de Oliveira Salazar 1968 |
| Sekretarz generalny Rady Europy                                  | - 1957 Lodovico Benvenuti (Włochy) 1964 |
| Prezydent Republiki Środkowoafrykańskiej                         | - 1960 David Dacko 1966 |
| Premier Republiki Środkowoafrykańskiej                           | - 1960 urząd zniesiony 1975 |
| Prezydent Rumunii                                                | - 1961 Gheorghe Gheorghiu-Dej 1965 |
| Premier Rumunii                                                  | - 1961 Ion Gheorghe Maurer 1974 |
| Prezydent Rwandy                                                 | - 1962 Grégoire Kayibanda 1973 |
| Prezydent Salwadoru                                              | - 1962 Julio Adalberto Rivera Carballo 1967 |
| O le Ao o le Malo Samoa                                          | - 1962 Tupua Tamasese Meaʻole 1963 - 1962 Malietoa Tanumafili II 2007                                                                                                   |
| Premier Samoa                                                    | - 1959 Mataʻafa Mulinuʻu II 1970 |
| Kapitanowie regenci San Marino                                   | - 1962 Antonio Maria Morganti Agostino Biordi 1963 - 1963 Leonida Suzzi Valli Stelio Montironi 1963 - 1963 Giovan Luigi Franciosi Domenico Bollini 1964                 |
| Sekretarz Stanu do spraw Politycznych i Zagranicznych San Marino | - 1957 Federico Bigi 1972 |
| Prezydent Senegalu                                               | - 1960 Léopold Sédar Senghor 1980 |
| Premier Senegalu                                                 | - 1962 urząd zniesiony 1970 |
| Premier Sierra Leone                                             | - 1961 Milton Margai 1964 |
| Prezydent Somalii                                                | - 1960 Aden Abdullah Osman Daar 1967 |
| Premier Somalii                                                  | - 1960 Abdirashid Ali Shermarke 1964 |
| Premier Sri Lanki                                                | - 1960 Sirimavo Bandaranaike 1965 |
| Prezydent Sudanu                                                 | - 1958 Ibrahim Abbud 1964 |
| Premier Sudanu                                                   | - 1958 Ibrahim Abbud 1964 |
| Prezydent Syrii                                                  | - 1961 Nazim al-Kudsi 1963 - 1963 Lu'aj al-Atassi 1963 - 1963 Amin al-Hafiz 1966                                                                                        |
| Premier Syrii                                                    | - 1962 Chalid al-Azm 1963 - 1963 Salah ad-Din al-Bitar 1963 - 1963 Amin al-Hafiz 1964                                                                                   |
| Prezydent Szwajcarii                                             | - 1963 Willy Spühler 1963 |
| Król Szwecji                                                     | - 1950 Gustaw VI Adolf 1973 |
| Premier Szwecji                                                  | - 1946 Tage Erlander 1969 |
| Król Tajlandii                                                   | - 1946 Bhumibol Adulyadej 2016 |
| Premier Tajlandii                                                | - 1958 Sarit Thanarat 1963 - 1963 Thanom Kittikachorn 1973 |
| Prezydent Tajwanu                                                | - 1950 Czang Kaj-szek 1975 |
| Prezydent Togo                                                   | - 1960 Sylvanus Olympio 1963 - 1963 Emmanuel Bodjollé 1963 - 1963 Nicolas Grunitzky 1967                                                                                |
| Premier Togo                                                     | - 1961 urząd zniesiony 1991 |
| Król Tonga                                                       | - 1918 Salote Tupou III 1965 |
| Premier Tonga                                                    | - 1949 Taufaʻahau Tupou IV 1965 |
| Premier Trynidadu i Tobago                                       | - 1962 Eric Williams 1981 |
| Prezydent Tunezji                                                | - 1957 Habib Burgiba 1987 |
| Premier Tunezji                                                  | - 1957 urząd zniesiony 1969 |
| Prezydent Turcji                                                 | - 1960 Cemal Gürsel 1966 |
| Premier Turcji                                                   | - 1961 İsmet İnönü 1965 |
| Prezydent Ugandy                                                 | - 1962 Edward Mutesa 1966 |
| Premier Ugandy                                                   | - 1962 Milton Obote 1966 |
| Prezydent Urugwaju                                               | - 1955 Narodowa Rada Rządowa 1967 |
| Prezydent USA                                                    | - 1961 John F. Kennedy 1963 - 1963 Lyndon B. Johnson 1969 |
| Prezydent Wenezueli                                              | - 1959 Rómulo Betancourt 1964 |
| Prezydent Węgier                                                 | - 1952 István Dobi 1967 |
| Premier Węgier                                                   | - 1961 János Kádár 1965 |
| Monarcha Wielkiej Brytanii                                       | - 1952 Elżbieta II 2022 |
| Premier Wielkiej Brytanii                                        | - 1957 Harold Macmillan 1963 - 1963 Alec Douglas-Home 1964 |
| Prezydent Wietnamu Północnego                                    | - 1945 Hồ Chí Minh 1969 |
| Premier Wietnamu Północnego                                      | - 1955 Phạm Văn Đồng 1976 |
| Prezydent Wietnamu Południowego                                  | - 1955 Ngô Đình Diệm 1963 - 1963 Dương Văn Minh 1964 |
| Premier Wietnamu Południowego                                    | - 1963 Nguyễn Ngọc Thơ 1964 |
| Prezydent Włoch                                                  | - 1962 Antonio Segni 1964 |
| Premier Włoch                                                    | - 1960 Amintore Fanfani 1963 - 1963 Giovanni Leone 1963 - 1963 Aldo Moro 1968                                                                                           |
| Prezydent WKS                                                    | - 1960 Félix Houphouët-Boigny 1993 |
| Premier WKS                                                      | - 1960 urząd zniesiony 1990 |
| Przywódca ZSRR                                                   | - 1953 Nikita Chruszczow 1964 |
| Premier ZSRR                                                     | - 1958 Nikita Chruszczow 1964 |

Rok 1963 / MCMLXIII
stulecia: XIX wiek ~
XX wiek ~
XXI wiek

dziesięciolecia:
1930–1939 •
1940–1949 •
1950–1959 •
1960–1969
• 1970–1979
• 1980–1989
• 1990–1999

lata: 1953 «
1958 «
1959 «
1960 «
1961 «
1962 «
1963
» 1964
» 1965
» 1966
» 1967
» 1968
» 1973

## Wydarzenia w Polsce
- 11 stycznia – odbyła się premiera filmu Jak być kochaną w reżyserii Wojciecha Hasa.
- 20 stycznia – w Warszawie otwarto muzeum w X Pawilonie Cytadeli Warszawskiej.
- 15 lutego – premiera filmu Gangsterzy i filantropi w reżyserii Jerzego Hoffmana.
- 7 marca – Polska i RFN podpisały 3-letnią umowę handlową.
- 17 marca – w Instytucie Badań Jądrowych w Świerku został uruchomiony reaktor jądrowy „Anna”.
- 18 marca – powstało Towarzystwo Przyjaciół Warszawy.
- 20 marca – Piotr Kaczkowski zadebiutował na antenie radiowej zapowiedzią piosenki Love Me Do zespołu The Beatles w audycji Rozgłośni Harcerskiej.
- 22 marca – premiera filmu Zerwany most w reżyserii Jerzego Passendorfera.
- 5 kwietnia – premiera filmu Czerwone berety w reżyserii Pawła Komorowskiego.
- 8 kwietnia – rozpoczął funkcjonowanie Zakład Karny Jastrzębie-Zdrój.
- 12 kwietnia – premiera filmu Godzina pąsowej róży w reżyserii Haliny Bielińskiej.
- 26 kwietnia – premiera filmu Czarne skrzydła w reżyserii Ewy i Czesława Petelskich.
- 1 maja – otwarto Muzeum Ziemi Kłodzkiej w Kłodzku.
- 6 czerwca – w Instytucie Fizyki PAN uruchomiono pierwszy laser
- 7 czerwca – premiera filmu Smarkula w reżyserii Leonarda Buczkowskiego.
- 10 czerwca – premiera filmu Daleka jest droga w reżyserii Bohdana Poręby.
- 15 czerwca – w Bydgoszczy, sprinterka Elżbieta Szyroka ustanowiła rekord Polski w biegu na 100 m wynikiem 11,4 s.
- 16 czerwca – w Warszawie ukazał się pierwszy numer tygodnika Kultura
- 19 czerwca – rozpoczął się I Krajowy Festiwal Piosenki Polskiej w Opolu.
- 30 czerwca:
  - Jastrzębie-Zdrój i Władysławowo uzyskały prawa miejskie.
  - TVP wyemitowała 1. odcinek serialu Doktor Kildare.
- 8 lipca – premiera filmu Zbrodniarz i panna w reżyserii Janusza Nasfetera.
- 15 lipca – ogłoszono we Wrocławiu pogotowie przeciwepidemiczne – początek epidemii ospy (do 19 września).
- 16 lipca – w Gdańsku, w mistrzostwach świata w szermierce polscy szabliści i szpadziści zdobyli dwa złote medale.
- 22 lipca – uroczyście otwarto Zalew Zegrzyński.
- 6 sierpnia – premiera filmu Ostatni kurs w reżyserii Jana Batorego.
- 16 sierpnia – Tamara Miansarowa z ZSRR i Simone Langlois z Francji wygrały ex-aequo konkurs międzynarodowy na 3. Festiwalu Piosenki w Sopocie.
- 20 sierpnia – w Wojskowej Akademii Technicznej w Warszawie uruchomiono pierwszy polski laser.
- 30 sierpnia – premiera filmu Pamiętnik pani Hanki w reżyserii Stanisława Lenartowicza.
- 4 września – reprezentacja Polski w piłce nożnej pokonała w Szczecinie reprezentację Norwegii 9:0; w meczu tym swego pierwszego gola w reprezentacji strzelił 16-letni wówczas Włodzimierz Lubański.
- 7 września – premiera filmu Milczenie w reżyserii Kazimierza Kutza.
- 9 września – dwa lata po śmierci Andrzeja Munka odbyła się premiera – dokończonego przez Witolda Lesiewicza – wojennego dramatu „Pasażerka”.
- 15 września – Bogusław Gierajewski ustanowił rekord Polski w biegu na 400 m ppł. wynikiem 51,2 s.
- 17 września – 5 osób zginęło podczas lotu testowego samolotu PZL MD-12.
- 18 września – na Stadionie Śląskim, podczas meczu PEMK Górnik Zabrze-Austria Wiedeń (1:0), został ustanowiony stadionowy rekord frekwencji (120 tys. widzów).
- 19 września – zniesiono blokadę Wrocławia spowodowaną wybuchem epidemii czarnej ospy w mieście.
- 1 października – w Krakowie nastąpiła inauguracja obchodów 600-lecia Uniwersytetu Jagiellońskiego.
- 12 października:
  - FSC w Lublinie rozpoczęła produkcję transportera opancerzonego SKOT.
  - w Warszawie odsłonięto Pomnik Żołnierza 1. Armii Wojska Polskiego.
- 13 października – Mistrzostwa Europy w Koszykówce we Wrocławiu: polscy koszykarze zdobyli srebrne medale, po porażce w meczu finałowym z ZSRR 45:61.
- 21 października – w obławie SB i MO zginął Józef Franczak – ostatni żołnierz podziemia.
- 30 października – ukazała się drukiem „Historia farmacji”.
- 3 listopada – w Kołobrzegu odsłonięto pomnik Zaślubin Polski z Morzem.
- 1 grudnia – w Ursusie wyprodukowano 100-tysięczny ciągnik.
- 16 grudnia – nieznani sprawcy podpalili stadion Cracovii, który doszczętnie spłonął.
- 28 grudnia – na wiecu w Płocku został ogłoszony tzw. Plan Gomułki.
- 30 grudnia – Karol Wojtyła został mianowany na arcybiskupa metropolitę krakowskiego.

data dzienna nieznana:
- Nałęczów uzyskał prawa miejskie.
- ukazała się publikacja Oglądały oczy moje, napisana przez księdza Leonarda Świderskiego.

## Wydarzenia na świecie
- 1 stycznia – Luksemburg objął prezydencję w Radzie Unii Europejskiej.
- 3 stycznia:
  - NASA utraciła łączność z sondą kosmiczną Mariner 2, która 14 grudnia poprzedniego roku dokonała pierwszego w historii zbliżenia się tego typu urządzenia do planety (Wenus).
  - w Hanowerze firma Telefunken zaprezentowała system telewizji kolorowej PAL.
- 9 stycznia – dokonano oblotu radzieckiego myśliwca Jak-36.
- 13 stycznia – pierwszy prezydent Togo Sylvanus Olympio został obalony i zamordowany w czasie wojskowego zamachu stanu.
- 14 stycznia – premiera filmu 8½.
- 15 stycznia – Katanga została przyłączona do Demokratycznej Republiki Konga.
- 16 stycznia – Nicolas Grunitzky został prezydentem Togo.
- 17 stycznia – dokonano oblotu brytyjskiego samolotu transportowego Short SC.7 Skyvan.
- 18 stycznia:
  - brytyjska kolonia Aden została przyłączona do Federacji Arabii Południowej.
  - założono klub piłkarski Karpaty Lwów.
- 22 stycznia – Konrad Adenauer i Charles de Gaulle podpisali tzw. Traktat Elizejski pomiędzy RFN a Francją.
- 23 stycznia zaginął pracownik wywiadu brytyjskiego Kim Philby[1].
- 25 stycznia – premiera filmu Kruk.
- 26 stycznia – szach Iranu Mohammed Reza Pahlawi ogłosił program modernizacji kraju.
- 29 stycznia – francuskie veto uniemożliwiło przyjęcie Zjednoczonego Królestwa do Europejskiej Wspólnoty Gospodarczej.
- 8 lutego:
  - w zamachu stanu zorganizowanym przez partię Baas został obalony premier Iraku Abd al-Karim Kasim.
  - władze amerykańskie zakazały swoim obywatelom podróży na Kubę.
- 9 lutego – dokonano oblotu Boeinga 727.
- 10 lutego – Japonia: założono miasto Kitakyūshū.
- 11 lutego – przez cały dzień The Beatles nagrywali materiał na swój debiutancki album Please Please Me.
- 18 lutego – na indonezyjskiej wyspie Bali wybuchł wulkan Agung.
- 25 lutego – dokonano oblotu francusko-niemieckiego samolotu transportowego Transall C-160.
- 27 lutego – po 30 latach wspieranej przez USA dyktatury Rafaela Trujillo urząd prezydenta Dominikany objął wybrany w demokratycznych wyborach Juan Bosch – obalony po 7 miesiącach przez pucz wojskowy inspirowany przez CIA.
- 3 marca:
  - Nicolás Lindley został wojskowym prezydentem Peru.
  - w Korei Północnej rozpoczęto regularną emisję programu telewizyjnego.
- 8 marca – lewicowa Partia Baas przejęła władzę w Syrii w wyniku przewrotu wojskowego.
- 10 marca – Mohammad Jusuf Chan został premierem Afganistanu.
- 13 marca – w Phoenix w Arizonie pod zarzutem porwania i gwałtu został aresztowany Ernesto Miranda, który nie został poinformowany przez policję o przysługujących mu prawach, co doprowadziło później do obalenia wyroku przez Sąd Najwyższy Stanów Zjednoczonych. W wyniku tej sprawy zostały wprowadzone tzw. Prawa Mirandy.
- 17 marca – wybuchł wulkan Agung na indonezyjskiej wyspie Bali.
- 21 marca:
  - na polecenie prokuratora generalnego Roberta Kennedy’ego zamknięto położone na wyspie w Zatoce San Francisco więzienie Alcatraz.
  - w odległości 106,76 mln km od Ziemi utracono łączność z radziecką sondą marsjańską Mars 1.
- 22 marca – The Beatles wydali swój pierwszy album Please Please Me.
- 23 marca – w Londynie odbył się 8. Konkurs Piosenki Eurowizji.
- 28 marca – premiera amerykańskiego filmu Ptaki – thrillera w reżyserii Alfreda Hitchcocka.
- 30 marca – w Gwatemali miał miejsce przewrót wojskowy.
- 1 kwietnia – wystartował drugi program niemieckiej publicznej ZDF.
- Wyemitowano premierowe wydanie programu informacyjnego Heute na antenie ZDF.
- 2 kwietnia – została wystrzelona radziecka sonda księżycowa Łuna 4.
- 7 kwietnia – proklamowano Socjalistyczną Republikę Jugosławii. Josip Broz Tito został dożywotnim prezydentem.
- 8 kwietnia – odbyła się 35. ceremonia wręczenia Oscarów.
- 9 kwietnia – Winston Churchill został Honorowym Obywatelem Stanów Zjednoczonych.
- 10 kwietnia – na Oceanie Atlantyckim zatonął w wyniku awarii amerykański okręt podwodny USS Thresher (SSN-593) z napędem atomowym. Zginęła cała 129-osobowa załoga okrętu.
- 11 kwietnia – papież Jan XXIII opublikował encyklikę Pacem in Terris.
- 20 kwietnia – w brazylijskim São Paulo rozpoczęły się IV Igrzyska panamerykańskie.
- 22 kwietnia – Lester Pearson został premierem Kanady.
- 24 kwietnia – została przyjęta Konwencja wiedeńska o stosunkach konsularnych.
- 25 kwietnia – w Libii zniesiono ustrój federalny i zmieniono nazwę kraju na Królestwo Libii.
- 28 kwietnia – został wystrzelony radziecki satelita Kosmos 16.
- 1 maja:
  - Zalman Szazar został prezydentem Izraela.
  - zachodnia część Nowej Gwinei została przyłączona do Indonezji jako Irian Zachodni.
- 6 maja – Szwajcaria została przyjęta do Rady Europy.
- 10 maja – szwedzki parlament przyjął ustawę o zmianie ruchu drogowego na prawostronny, co nastąpiło 3 września 1967 roku.
- 13 maja – w londyńskim dzienniku Evening Standard ukazał się pierwszy odcinek komiksu Modesty Blaise.
- 14 maja – Kuwejt wstąpił do ONZ.
- 15 maja – Gordon Cooper odbył lot kosmiczny na pokładzie statku Mercury-Atlas 9, ostatni w ramach Programu Merkury.
- 16 maja – zakończyła się załogowa misja kosmiczna Mercury-Atlas 9.
- 17 maja – został utworzony Karkonoski Park Narodowy (Czechy).
- 25 maja – w stolicy Etiopii Addis Abebie powołano Organizację Jedności Afrykańskiej zrzeszającą niemal wszystkie państwa Afryki z wyjątkiem Maroka; istniała ona do 2002 roku, kiedy to w jej miejsce powstała Unia Afrykańska; w rocznicę powołania OJA obchodzony jest Dzień Afryki.
- 2 czerwca – Arabia Saudyjska zniosła niewolnictwo.
- 3 czerwca:
  - zmarł papież Jan XXIII.
  - 101 osób zginęło w katastrofie amerykańskiego samolotu Douglas DC-7 u wybrzeży Alaski.
- 4 czerwca – prezydent USA John F. Kennedy wydał rozporządzenie przywracające parytet kruszcu i prawo emisji pieniądza dla rządu amerykańskiego. Według jednej z hipotez mogło to być powodem zamachu na życie prezydenta 22 listopada tego roku.
- 5 czerwca:
  - brytyjski sekretarz ds. wojny John Profumo podał się do dymisji, przyznając się do utrzymywania kontaktów z prostytutką powiązaną z radzieckim wywiadem.
  - w Iranie doszło do masowych protestów przeciw szachowi, krwawo stłumionych przez armię.
- 9 czerwca – na Islandii odbyły się wybory parlamentarne.
- 11 czerwca:
  - buddyjski mnich Thích Quảng Ðức dokonał samospalenia na ulicach Sajgonu. Zrobił to w proteście przeciwko represjonowaniu religii buddyjskiej w Wietnamie Południowym.
  - gubernator Alabamy George Wallace osobiście zagrodził drogę dwojgu Murzynom, którzy chcieli się zapisać do stanowego college’u. Ustąpił dopiero po stanowczej interwencji rządu federalnego.
- 12 czerwca – premiera filmu historycznego Kleopatra w reżyserii Josepha L. Mankiewicza, superprodukcji, w której po raz pierwszy aktorska gaża (grającej tytułową rolę Liz Taylor) osiągnęła poziom miliona dolarów.
- 14 czerwca – Walerij Bykowski rozpoczął 5-dniowy lot kosmiczny na pokładzie Wostoka 5.
- 16 czerwca:
  - z kosmodromu w Bajkonurze (Kazachstan) wystartowała Walentina Tierieszkowa na statku Wostok 6, pierwsza kobieta w przestrzeni kosmicznej.
  - 19 osób zginęło w katastrofie samolotu wojskowego Douglas C-47 A-75-DL w regionie Aisén w Chile.
- 19 czerwca:
  - na Ziemię powróciła pierwsza kosmonautka Walentina Tierieszkowa.
  - radziecka sonda Mars 1 zbliżyła się do Marsa na odległość 193 tys. km, po czym weszła na orbitę okołosłoneczną.
- 20 czerwca – USA i ZSRR podpisały w Genewie umowę o zainstalowaniu „gorącej linii”.
- 21 czerwca:
  - kardynał Giovanni Battista Montini został obrany papieżem i przyjął imię Pawła VI.
  - Francja wycofała swą marynarkę wojenną spod dowództwa NATO.
- 23 czerwca – następcą Dawida Ben Guriona na urzędzie premiera Izraela został Lewi Eszkol.
- 24 czerwca – Wielka Brytania przyznała autonomię Zanzibarowi.
- 26 czerwca:
  - prezydent John F. Kennedy podczas wizyty w Berlinie Zachodnim wygłosił mowę podkreślającą poparcie USA dla demokratycznych Niemiec Zachodnich, w trakcie której wypowiedział słowa Ich bin ein Berliner („Jestem berlińczykiem”).
  - Lewi Eszkol został premierem Izraela.
- 30 czerwca – kardynał Alfredo Ottaviani włożył na skronie Pawła VI potrójną koronę; była to ostatnia papieska koronacja.
- 1 lipca – Holandia objęła prezydencję w Radzie Unii Europejskiej.
- 3 lipca – w Moskwie poinformowano, że pracownik brytyjskich służb specjalnych i agent radzieckiego wywiadu Kim Philby znajduje się w ZSRR i że otrzymał miejscowe obywatelstwo.
- 12 lipca – para brytyjskich morderców z wrzosowisk, uprowadziła i następnie zamordowała swoją pierwszą niepełnoletnią ofiarę.
- 15 lipca:
  - na japońskiej wyspie Honsiu utworzono Park Narodowy San’in Kaigan.
  - zwodowano francuski lotniskowiec „Foch”.
- 19 lipca – amerykański pilot Joe Walker przekroczył na rakietowym samolocie doświadczalnym X-15 wysokość 100 km, uważaną za granicę kosmosu.
- 26 lipca:
  - w trzęsieniu ziemi w Skopju zginęło 1070 osób, 3330 zostało rannych.
  - został wystrzelony amerykański, eksperymentalny satelita łącznościowy Syncom 2.
- 27 lipca – w katastrofie należącego do United Arab Airlines samolotu De Havilland Comet w indyjskim stanie Maharashtra zginęły 63 osoby.
- 29 lipca – dokonano oblotu radzieckiego pasażerskiego odrzutowca Tu-134.
- 5 sierpnia – w Moskwie USA, ZSRR i Wielka Brytania podpisały układ o zakazie doświadczeń z bronią jądrową w atmosferze, przestrzeni kosmicznej i pod wodą.
- 6 sierpnia – został wystrzelony radziecki satelita technologiczny Kosmos 19.
- 8 sierpnia – Wielka Brytania: „napad stulecia”. Z pociągu pocztowego ukradziono 2,6 mln funtów.
- 13 sierpnia – w Dakocie Północnej oddano do użytku KVLY/KTHI TV Mast, najwyższy obecnie maszt radiowy na świecie.
- 15 sierpnia – po trzydniowych zamieszkach Fulbert Youlou, pierwszy prezydent Konga, ustąpił z urzędu.
- 16 sierpnia – Alphonse Massamba-Débat został prezydentem Konga.
- 17 sierpnia – odkryto kometę 59P/Kearns-Kwee.
- 23 sierpnia – ukazał się singiel She Loves You grupy The Beatles.
- 24 sierpnia – w RFN rozpoczął się pierwszy sezon piłkarskiej Bundesligi.
- 28 sierpnia – w USA odbył się Marsz na Waszyngton – demonstracja na rzecz zniesienia segregacji rasowej. Martin Luther King przed 250 tys. Amerykanów wygłosił przemówienie Mam marzenie.
- 30 sierpnia – w Waszyngtonie i Moskwie zainstalowano tzw. czerwone telefony.
- 4 września – 80 osób zginęło w katastrofie samolotu Sud Aviation Caravelle lecącego z Zurychu do Genewy.
- 7 września – w Louvain, Belg Gaston Roelants ustanowił rekord świata w biegu na 3000 m przeszk. (8.29,6 s.)
- 10 września – afroamerykańscy uczniowie pierwszy raz rozpoczęli naukę w amerykańskiej szkole państwowej w Alabamie.
- 15 września – cztery nastoletnie dziewczynki zginęły w zamachu bombowym przeprowadzonym przez Ku Klux Klan na kościół baptystów przy 16th Street w Birmingham w amerykańskim stanie Alabama.
- 16 września – z połączenia Federacji Malajskiej, Singapuru, Borneo Północnego i Sarawaku powstała niepodległa, federacyjna Malezja.
- 17 września – w wyborach parlamentarnych w Iranie po raz pierwszy uczestniczyły kobiety.
- 25 września – prokomunistyczny prezydent Dominikany Juan Bosch został obalony przez wojsko.
- 29 września – rozpoczęła się druga sesja obrad soboru watykańskiego II.
- 3 października – prezydent Hondurasu Ramón Villeda Morales został obalony przez wojsko.
- 7 października – w USA dokonano oblotu samolotu pasażerskiego Learjet 23.
- 9 października – katastrofa na Zaporze Vajont w Alpach, runęło zbocze góry Monte Toc, powodując wydostanie się wody ze zbiornika i zniszczenie kilku pobliskich wiosek. Zginęło ok. 2 tys. ludzi.
- 10 października – odbyła się premiera filmu Pozdrowienia z Rosji.
- 16 października – Ludwig Erhard został kanclerzem RFN.
- 18 października – premier Wielkiej Brytanii Harold Macmillan podał się do dymisji.
- 19 października – Alec Douglas-Home został premierem Wielkiej Brytanii.
- 22 października – państwa członkowskie RWPG powołały Międzynarodowy Bank Współpracy Gospodarczej; walutą rozliczeniową został rubel transferowy.
- 23 października – w czasie sztormu hiszpański frachtowiec MV „Juan Ferrer” wpadł na skały u wybrzeża Kornwalii, w wyniku czego zginęło 11 spośród 15 członków załogi.
- 24 października:
  - 29 górników zginęło w katastrofie w kopalni rudy żelaza w Lengede (Dolna Saksonia).
  - 8 osób zginęło w pożarze silosu rakiety R-9 na kosmodromie Bajkonur.
  - nieudana próba wystrzelenia satelity technologicznego DS-A1 4 z kosmodromu Kapustin Jar.
- 30 października – pierwsze Lamborghini zeszło z linii produkcyjnej.
- 1 listopada:
  - w Portoryko otwarto Obserwatorium Arecibo, gdzie znajduje się największy jak do tej pory radioteleskop.
  - odkryto pierwszego kwazara.
- 2 listopada – został obalony przez armię i zamordowany prezydent Wietnamu Południowego Ngô Đình Diệm.
- 14 listopada – Islandia: z Atlantyku wyłoniła się wyspa wulkaniczna Surtsey.
- 17 listopada – w Austrii otwarto Europabrücke, do 2004 roku najwyższy wiadukt w Europie.
- 22 listopada:
  - 35. prezydent Stanów Zjednoczonych, John F. Kennedy, został zamordowany w Dallas. Jego obowiązki przejął Lyndon B. Johnson.
  - ukazał się album With The Beatles grupy The Beatles.
- 23 listopada – emisja premierowego odcinka brytyjskiego serialu science-fiction pt. Doktor Who.
- 24 listopada – domniemany zabójca Johna F. Kennedy’ego, Lee Harvey Oswald, został zastrzelony przez Jacka Ruby’ego.
- 25 listopada – na Narodowym Cmentarzu w Arlington został pochowany John F. Kennedy.
- 29 listopada:
  - prezydent Lyndon B. Johnson powołał komisję mającą na celu wyjaśnienie okoliczności zamachu na Johna F. Kennedy’ego, od nazwiska jej przewodniczącego zwaną „Komisją Warrena”.
  - w największej w historii Kanady katastrofie lotniczej w Quebecu zginęło 118 osób.
- 1 grudnia – w Indiach utworzono stan Nagaland.
- 2 grudnia – w ZOO w Edynburgu padł „Wojtek”, niedźwiedź przygarnięty przez żołnierzy II Korpusu.
- 4 grudnia:
  - Aldo Moro został pierwszy raz premierem Włoch.
  - papież Paweł VI ogłosił zatwierdzoną przez II Sobór watykański reformującą liturgię konstytucję apostolską Sacrosanctum concilium (która, m.in. dopuściła sprawowanie mszy w języku narodowym).
- 8 grudnia – w katastrofie lotu Pan Am 214 w Filadelfii zginęło 81 osób.
- 10 grudnia:
  - wybuchło powstanie antybrytyjskie w Jemenie.
  - brytyjski protektorat Zanzibar otrzymał niepodległość jako sułtanat.
- 12 grudnia – Kenia ogłosiła niepodległość.
- 15 grudnia:
  - Yen Chia-kan został premierem Tajwanu.
  - premiera filmu Ameryka, Ameryka.
- 17 grudnia – Park Chung-hee został prezydentem Korei Południowej.
- 19 grudnia – premiera filmu Różowa Pantera.
- 20 grudnia–10 sierpnia 1965 – przed zachodnioniemieckim sądem we Frankfurcie nad Menem odbył się drugi proces oświęcimski (pierwszy proces oświęcimski odbył się w Krakowie w dniach 24 listopada – 22 grudnia 1947).
- 21 grudnia:
  - wybuchły krwawe starcia między cypryjskimi Grekami i Turkami.
  - wystartował kanał telewizyjny France 2.
- 22 grudnia – na statku „Lakonia”, znajdującego się 330 mil na północ od Madery, doszło do wybuchu. Statek zatonął siedem dni później. Zginęło 128 osób.
- 26 grudnia – amerykańska premiera singla I Want to Hold Your Hand grupy The Beatles zapoczątkowała tzw. brytyjską inwazję.
- 29 grudnia – Richard Buckle, recenzent „Sunday Timesa”, oświadczył Anglikom, że John Lennon i Paul McCartney są więksi od Beethovena.
- 31 grudnia – po 10 latach istnienia została rozwiązana Federacja Rodezji i Niasy.

## Urodzili się
- 1 stycznia:
  - Srđan Dragojević, serbski reżyser i scenarzysta filmowy
  - Alberico Evani, włoski piłkarz
  - Jean-Marc Gounon, francuski kierowca wyścigowy
  - Dražen Ladić, chorwacki piłkarz, bramkarz
  - Milan Luhový, słowacki piłkarz
  - Luc Winants, belgijski szachista (zm. 2023)
- 2 stycznia:
  - Wiesław Cisek, polski piłkarz
  - Ołeksij Iwczenko, ukraiński polityk
  - Krzysztof Kasprzyk, polski muzyk, tancerz, członek zespołów: Papa Dance i Ex-Dance
  - Krzysztof Myszkowski, polski muzyk, członek zespołu Stare Dobre Małżeństwo
  - Oļegs Znaroks, łotewski hokeista, trener
  - Siergiej Żygunow, rosyjski aktor, producent filmowy
- 3 stycznia:
  - Gavril Balint, rumuński piłkarz, trener
  - Dawit Gobedżiszwili, gruziński, zapaśnik
  - Wiktor Mhłyneć, ukraiński piłkarz, trener
- 4 stycznia:
  - Ihar Astapkowicz, białoruski lekkoatleta, młociarz
  - Christian Carion, francuski reżyser i scenarzysta filmowy
  - Dave Foley, kanadyjski aktor, komik-standuper, producent i reżyser filmowy
  - Till Lindemann, niemiecki wokalista, członek zespołu Rammstein
- 5 stycznia:
  - Ralf Loose, niemiecki piłkarz, trener
  - Freddie Pendleton, amerykański bokser
  - Luis Carlos Winck, brazylijski piłkarz
- 6 stycznia:
  - Tony Halme, fiński zapaśnik, zawodnik MMA, polityk (zm. 2010)
  - Paul Kipkoech, kenijski lekkoatleta, długodystansowiec (zm. 1995)
  - Bożena Książek, polska kajakarka
  - Karen Mowsisjan, ormiański szachista
- 7 stycznia:
  - Georg Andersen, norweski lekkoatleta, kulomiot
  - Avi Bortnick, amerykański gitarzysta jazzowy pochodzenia izraelskiego
  - Nikon (Fomin), rosyjski biskup prawosławny
  - Ioan Grigoraș, rumuński zapaśnik
  - Clint Mansell, brytyjski kompozytor muzyki filmowej
  - Rand Paul, amerykański okulista, polityk, senator
- 8 stycznia:
  - Modest Boguszewski, polski piłkarz
  - Dmitrij Galamin, rosyjski piłkarz, trener
  - Dariusz Zaborek, polski dziennikarz, publicysta
- 9 stycznia:
  - Larry Cain, kanadyjski kajakarz, kanadyjkarz
  - Joseph Culp, amerykański aktor, reżyser
  - Jiří Parma, czeski skoczek narciarski
  - Martin Rueda, szwajcarski piłkarz, trener pochodzenia hiszpańskiego
  - Tony Spinner, amerykański gitarzysta, wokalista, członek zespołu Toto
  - Jarosław Szarek, polski historyk, publicysta
  - Jurij Szyszkin, rosyjski piłkarz, bramkarz, trener
- 10 stycznia:
  - Bogumiła Berdychowska, polska publicystka
  - Loreta Graužinienė, litewska ekonomistka, polityk
  - Francesco Panetta, włoski lekkoatleta, długodystansowiec
  - Mark Pryor, amerykański polityk, senator
- 11 stycznia:
  - Tracy Caulkins, amerykańska pływaczka
  - Jason Connery, brytyjski aktor
  - Roland Wohlfarth, niemiecki piłkarz
- 12 stycznia:
  - Epifaniusz (Dimitriu), grecki biskup prawosławny
  - Agnieszka Hanajczyk, polska działaczka samorządowa, polityk, poseł na Sejm RP
  - Jan Peeters, belgijski i flamandzki samorządowiec, polityk
  - Kelvin Upshaw, amerykański koszykarz
- 13 stycznia:
  - Fülöp Kocsis, węgierski duchowny, zwierzchnik Kościoła katolickiego obrządku bizantyjsko-węgierskiego
  - Peter Scully, australijski przestępca
- 14 stycznia:
  - Grażyna Dziedzic, polska pływaczka
  - Janko Janković, chorwacki piłkarz
  - Łeonid Kożara, ukraiński polityk, dyplomata
  - Anna Samochina, rosyjska aktorka (zm. 2010)
  - Steven Soderbergh, amerykański reżyser, scenarzysta, operator, producent i montażysta filmowy
- 15 stycznia:
  - Tomasz Gwinciński, polski muzyk, kompozytor
  - Conrad Lant, brytyjski basista i wokalista
  - Josef Suchánek, czeski samorządowiec
- 16 stycznia:
  - Dodë Gjergji, albański duchowny katolicki, biskup Sapë i Prizrenu-Prisztiny
  - Wojciech Malajkat, polski aktor, pedagog
  - James May, brytyjski dziennikarz
  - Agnieszka Zwierko, polska śpiewaczka operowa (mezzosopran)
  - Igor Żylinski, rosyjski hokeista, trener i działacz hokejowy
- 17 stycznia:
  - Darko Dražić, chorwacki piłkarz, trener
  - Kai Hansen, niemiecki gitarzysta, wokalista, członek zespołu Helloween
  - Tadeusz Mikutel, polski pilot wojskowy
  - Katarzyna Nowakowska-Sito, polska historyk sztuki, muzealnik
  - Jewel Taylor, liberyjska polityczka
- 18 stycznia:
  - Phillip Boa, niemiecki muzyk, kompozytor, gitarzysta oraz wokalista popowy
  - Jojo Mayer, szwajcarski perkusista
  - Wojciech Smarzowski, polski scenarzysta, reżyser filmowy i teatralny
- 19 stycznia:
  - Michael Adams, amerykański koszykarz, trener
  - Martin Bashir, brytyjski dziennikarz pochodzenia pakistańskiego
  - John Bercow, brytyjski polityk
  - Murray Chatlain, kanadyjski duchowny katolicki, arcybiskup Keewatin-Le Pas
  - Silvio Martinello, włoski kolarz torowy i szosowy
  - Robert Rozmus, polski aktor, prezenter telewizyjny, konferansjer
- 20 stycznia:
  - Domenico Battaglia, włoski duchowny katolicki, biskup Cerreto Sannita-Telese-Sant’Agata de’ Goti
  - James Denton, amerykański aktor
- 21 stycznia:
  - Krzysztof Kononowicz, polski aktywista lokalny, działacz polityczny, osobowość internetowa, celebryta (zm. 2025)
  - Hakeem Olajuwon, amerykański koszykarz pochodzenia nigeryjskiego
  - Mariusz Sabiniewicz, polski aktor (zm. 2007)
  - Detlef Schrempf, niemiecki koszykarz
  - Jacek Swakoń, polski polityk, poseł na Sejm RP
  - Zofia Więciorkowska, polska lekkoatletka, biegaczka
- 22 stycznia:
  - Gieorgij Boos, rosyjski polityk
  - Andriej Czmił, ukraiński kolarz szosowy
  - Jean-Frédéric Poisson, francuski bioetyk, wykładowca akademicki, polityk
- 23 stycznia:
  - Lupe Aquino, meksykański bokser
  - Frode Løberg, norweski biathlonista
  - Stefka Madina, bułgarska wioślarka
  - Gail O’Grady, amerykańska aktorka
  - Fodé Sylla, francuski działacz społeczny, polityk pochodzenia senegalskiego
- 24 stycznia:
  - Jacek Marszałek, polski pilot szybowcowy i samolotowy (zm. 2013)
  - Arnold Vanderlyde, holenderski bokser
- 25 stycznia:
  - Ryszard Czarnecki, polski historyk, dziennikarz, działacz sportowy, polityk, poseł na Sejm RP i eurodeputowany
  - Per Johansson, szwedzki pływak
  - Kostek Joriadis, polski muzyk, wokalista, kompozytor pochodzenia greckiego
  - Don Mancini, amerykański reżyser, scenarzysta i producent filmowy pochodzenia włoskiego
  - Piotr Ołowski, polski polityk, wojewoda pomorski
  - Bettina Skrzypczak, polska kompozytorka, muzykolog
  - Bernd Storck, niemiecki piłkarz, trener
- 26 stycznia:
  - José Mourinho, portugalski trener piłkarski
  - Danuta Niedzielska, polska lekkoatletka, sprinterka
  - Andrew Ridgeley, brytyjski muzyk
- 27 stycznia:
  - Moana Carcasses Kalosil, vanuacki polityk, premier Vanuatu
  - Paulo Roberto Curtis Costa, brazylijski piłkarz
  - Søren Gade, duński ekonomista, polityk
  - George Monbiot, brytyjski dziennikarz, publicysta, działacz ekologiczny
  - Andrzej Piekarczyk, polski satyryk, członek Kabaretu OT.TO
  - Robertas Tautkus, litewski piłkarz, trener
- 28 stycznia:
  - Jane Jensen, amerykańska pisarka, scenarzystka gier komputerowych
  - Dan Spitz, amerykański gitarzysta, członek zespołu Anthrax
  - Uraz Turakulow, tadżycki piłkarz
- 29 stycznia:
- I Tomasz Drozdowicz, polski reżyser, scenarzysta i producent filmowy
  - Suzana Grubješić, serbska menedżer, polityk
  - Hardcore Holly, amerykański wrestler
  - Stanisław Kubeł, polski polityk, samorządowiec
  - Octave Octavian Teodorescu, rumuński muzyk, kompozytor, producent muzyczny
- 30 stycznia:
  - Daphne Ashbrook, amerykańska aktorka
  - Thomas Brezina, austriacki autor literatury dziecięcej i młodzieżowej
  - Ulana Suprun, ukraińska lekarka, działaczka społeczna, polityk
- 31 stycznia:
  - Manuela Di Centa, włoska biegaczka narciarska
  - Mirosław Korbel, polski żużlowiec
- 1 lutego:
  - Wasyl Cuszko, ukraiński polityk
  - Xəzər İsayev, azerski zapaśnik
  - Katarzyna Kozyra, polska rzeźbiarka
  - Yasuharu Kurata, japoński piłkarz
- 2 lutego – Andrej Kiska, prezydent Słowacji
- 3 lutego:
  - Jørn Andersen, norweski piłkarz, trener
  - Min Ayahana, japońska mangaka
  - Kim Brodersen, duński piłkarz, bramkarz
  - Faouzi Ben Khalidi, algierski piłkarz
  - Isabella Lövin, szwedzka dziennikarka, polityk
  - Stefano Mei, włoski lekkoatleta, średnio- i długodystansowiec
- 4 lutego:
  - Andrzej Sadowski, polski ekonomista
  - Kevin Wasserman, amerykański gitarzysta, członek zespołu The Offspring
  - Pirmin Zurbriggen, szwajcarski narciarz alpejski
- 5 lutego:
  - Pako Ayestarán, hiszpański trener piłkarski
  - Vincenzo Esposito, włoski piłkarz, trener
  - Susan Featherly, amerykańska aktorka erotyczna
  - Reiner Heugabel, niemiecki zapaśnik
  - Goran Jurić, chorwacki piłkarz
  - Faradż Abd al-Munim Muhammad, egipski zapaśnik
  - Henryk Wnorowski, polski ekonomista, profesor, poseł na Sejm RP
- 6 lutego – Debra Granik, amerykańska reżyserka i scenarzystka filmowa
- 7 lutego – Heidemarie Stefanyshyn-Piper, amerykańska komandor, inżynier, astronautka pochodzenia ukraińsko-niemieckiego
- 8 lutego:
  - Lázaro Balcindes, kubański lekkoatleta, trójskoczek
  - Gus Bilirakis, amerykański polityk
  - Toby Emmerich, amerykański producent filmowy i scenarzysta.
  - Jóhann Hjartarson, islandzki szachista
  - Joshua Kadison, amerykański piosenkarz, kompozytor, pisarz
  - Marzanna Bogumiła Kielar, polska poetka
  - Emmanuel Kanon Rozario, bangladeski duchowny rzymskokatolicki
  - Marta Klubowicz, polska aktorka
  - Arkadiusz Nader, polski aktor
- 9 lutego:
  - Daniel Bravo, francuski piłkarz
  - Andreas Büsser, szwajcarski kolarz przełajowy
  - Brian Greene, amerykański fizyk teoretyczny
- 10 lutego:
  - Candan Erçetin, turecka piosenkarka
  - Józef Kotyś, polski samorządowiec, wicemarszałek województwa opolskiego
  - Alan McInally, szkocki piłkarz
  - Tony Reno, szwedzki perkusista, w latach 1979–1984 grał w zespole Europe
  - Cathy Young, amerykańska dziennikarka pochodzenia rosyjsko-żydowskiego
- 11 lutego:
  - José Mari Bakero, hiszpański piłkarz, trener
  - Ewa Skibińska, polska aktorka
- 12 lutego – Anna Piwkowska, polska poetka i eseistka
- 13 lutego:
  - Marek Tomasz Pawłowski, polski reżyser, scenarzysta i producent filmowy
  - Ralf Rocchigiani, niemiecki bokser pochodzenia włoskiego
  - Mimma Zavoli, sanmaryńska polityk
- 14 lutego:
  - Teodor Baconschi, rumuński polityk, dyplomata
  - Enrico Colantoni, kanadyjski aktor
  - Harald Czudaj, niemiecki bobsleista
  - Walenty Korycki, polski samorządowiec, wicemarszałek województwa podlaskiego
- 15 lutego:
  - Oğuz Çetin, turecki piłkarz, trener
  - Andriej Kurajew, rosyjski duchowny i teolog prawosławny
  - Steven Michael Quezada, amerykański aktor i polityk
  - Miguel Segura, kostarykański piłkarz, bramkarz
  - Lucia Vuolo, włoska polityk, eurodeputowana
  - Uwe Wünsch, niemiecki biegacz narciarski
- 17 lutego:
  - Janusz Chabior, polski aktor
  - Guido De Luigi, włoski siatkarz
  - Jen-Hsun Huang, tajwański przedsiębiorca, miliarder
  - Michael Jordan, amerykański koszykarz
  - Larry the Cable Guy, amerykański aktor komediowy i głosowy
  - Bernard McNally, północnoirlandzki piłkarz, trener
  - Małgorzata Walczak, polska producentka filmowa i telewizyjna, scenarzystka
  - Bruno Essoh Yedoh, iworyjski duchowny katolicki, biskup Bondoukou
- 18 lutego:
  - Anders Frisk, szwedzki sędzia piłkarski
  - Angelika Niebler, niemiecka prawnik, polityk
  - Grzegorz Schetyna, polski przedsiębiorca, polityk, poseł, minister spraw wewnętrznych i administracji i wicepremier, marszałek Sejmu, p.o. prezydenta RP, minister spraw zagranicznych
- 19 lutego:
  - Solvita Āboltiņa, łotewska prawnik, polityk
  - Tom Angelripper, niemiecki wokalista, basista, członek zespołów: Sodom, Onkel Tom Angelripper, Die Knappen i Bassinvaders(inne języki)
  - Ron Backes, amerykański lekkoatleta, kulomiot
  - Slobodan Dubajić, serbski piłkarz
  - Laurell K. Hamilton, amerykańska pisarka
  - Liberatus Sangu, tanzański duchowny katolicki, biskup Shinyangi
  - Seal, brytyjski piosenkarz, kompozytor pochodzenia brazylijsko-nigeryjskiego
- 20 lutego:
  - Charles Barkley, amerykański koszykarz
  - Ian Brown, brytyjski wokalista, autor piosenek, członek zespołu The Stone Roses
  - Joakim Nyström, szwedzki tenisista
  - Darek Oleszkiewicz, polski kontrabasista jazzowy
  - Milt Wagner, amerykański koszykarz, trener
- 21 lutego:
  - William Baldwin, amerykański aktor pochodzenia brytyjsko-irlandzkiego
  - Rolf Lohmann, niemiecki duchowny katolicki, biskup pomocniczy Münster
  - Pierfrancesco Pavoni, włoski lekkoatleta, sprinter
  - Dave Rodgers, włoski kompozytor, autor tekstów, producent muzyczny
  - Stawros Teodorakis, grecki dziennikarz i prezenter telewizyjny, polityk
- 22 lutego:
  - Andrew Adonis, brytyjski polityk pochodzenia cypryjskiego
  - Angélique Delahaye, francuska działaczka samorządowa, polityk, eurodeputowana
  - Izudin Dervić, islandzki piłkarz, trener pochodzenia bośniackiego
  - Carin Hernskog, szwedzka narciarka dowolna
  - Pedro Jaro, hiszpański piłkarz, bramkarz
  - Jan Olde Riekerink, holenderski piłkarz, trener
  - Wojciech Załuski, polski żużlowiec
- 23 lutego:
  - Andrea Sawatzki, niemiecka aktorka, pisarka, piosenkarka, projektantka
  - Radosław Sikorski, polski dziennikarz, politolog, polityk, minister obrony narodowej i spraw zagranicznych, senator, poseł i marszałek Sejmu RP, eurodeputowany
- 24 lutego:
  - Jeff Atkinson, amerykański lekkoatleta, średniodystansowiec
  - Mike Vernon, kanadyjski hokeista, bramkarz
- 25 lutego:
  - Abdelfettah Rhiati, marokański piłkarz
  - Doris Younane, australijska aktorka
- 26 lutego – Bernardo Redín, kolumbijski piłkarz, trener
- 27 lutego:
  - Francesco Cancellotti, włoski tenisista
  - Pär Nuder, szwedzki menedżer, polityk pochodzenia estońskiego
  - Stéphane Sednaoui, francuski reżyser, fotograf
  - Jayne Trcka, amerykańska kulturystka, aktorka
  - Roland Wieczorek, polski żużlowiec
- 28 lutego:
  - Claudio Chiappucci, włoski kolarz szosowy
  - Leslie Egnot, nowozelandzka żeglarka sportowa
  - Kang Ae-shim, południowokoreańska aktorka
  - Pepe Mel, hiszpański piłkarz, trener
- 1 marca:
  - Thomas Anders, niemiecki piosenkarz, kompozytor, producent muzyczny
  - Ron Francis, kanadyjski hokeista
  - Sara Hickman, amerykańska piosenkarka
  - Peter Okpaleke, nigeryjski duchowny katolicki
  - Russell Wong, amerykański aktor, fotograf
- 2 marca:
  - Anthony Albanese, australijski polityk
  - Bogdan Bakuła, polski sztangista
  - Taniu Kiriakow, bułgarski strzelec sportowy
  - Askari Mohammadijan, irański zapaśnik
  - Monica Theodorescu, niemiecka jeźdźczyni sportowa pochodzenia rumuńskiego
- 3 marca:
  - Chaltmaagijn Battulga, mongolski polityk, prezydent Mongolii
  - Jonathan Bullock, brytyjski polityk, eurodeputowany
  - Martín Fiz, hiszpański lekkoatleta, maratończyk
  - Conor Lenihan, irlandzki polityk
  - Marina Pankowa, rosyjska siatkarka (zm. 2015)
  - Vladimír Plulík, słowacki taternik, himalaista (zm. 2008)
  - Marzena Wojdecka, polska lekkoatletka, sprinterka
- 4 marca:
  - Barbara Bubula, polska działaczka samorządowa, polityk, poseł na Sejm RP
  - Paul Krumpe, amerykański aktor
  - Jason Newsted, amerykański gitarzysta basowy, członek zespołu Metallica
  - Daniel Roebuck, amerykański aktor, reżyser i scenarzysta filmowy
  - Marek Stolarski, polski przedsiębiorca, poseł na Sejm RP
- 5 marca:
  - Lotta Engberg szwedzka piosenkarka, prezenterka telewizyjna
  - Wilhelm Krautwaschl, austriacki duchowny katolicki, biskup Graz-Seckau
  - Cerstin Schmidt, niemiecka saneczkarka
- 6 marca:
  - Kajetan Broniewski, polski wioślarz, działacz sportowy
  - Marie Chatardová, czeska polityk
  - Wacław Golec, polski siatkarz
  - Patrick Neary, amerykański duchowny katolicki
  - Krystian Szuster, polski piłkarz
- 7 marca:
  - Carlos Bardem, hiszpański aktor
  - Bartolomé Buigues Oller, hiszpański duchowny katolicki, biskup Alajuela
  - E.L. James, brytyjska pisarka
  - Jonas Nilsson, szwedzki narciarz alpejski
- 8 marca:
  - Sławomir Luto, polski zapaśnik, sumita
  - Adam Piechowicz, polski polityk, poseł na Sejm RP
  - Júlio César da Silva, brazylijski piłkarz
- 9 marca:
  - Ivar Mountbatten, brytyjski arystokrata, przedsiębiorca
  - Wojciech Ponikiewski, polski dyplomata
  - Maurizio Stecca, włoski bokser
  - Jean-Marc Vallée, kanadyjski aktor, reżyser, scenarzysta i producent filmowy (zm. 2021)
  - Krzysztof Maria Załuski, polski prozaik, dramaturg, eseista, publicysta, dziennikarz, wydawca, menedżer
- 10 marca:
  - Jeff Ament, amerykański muzyk, basista, członek zespołu Pearl Jam
  - Anna Maria Corazza Bildt, włoska i szwedzka polityk
  - Olaf Deriglasoff, polski gitarzysta, basista, muzyk sceny niezależnej, kompozytor, autor tekstów, aranżer, producent muzyczny
  - Marek Łapiński, polski generał brygady Straży Granicznej, urzędnik państwowy
  - Anton Mattle, austriacki polityk
  - Rick Rubin, amerykański producent muzyczny
- 11 marca:
  - Alex Kingston, brytyjska aktorka
  - David LaChapelle, amerykański fotograf, producent filmowy
  - Corrado Melis, włoski duchowny katolicki, biskup Ozieri
  - Marcos Pontes, brazylijski pilot wojskowy, astronauta
- 12 marca:
  - Stephan Ackermann, niemiecki duchowny katolicki, biskup Trewiru
  - John Andretti, amerykański kierowca wyścigowy (zm. 2020)
  - Marc Angel, luksemburski nauczyciel, polityk
  - Joaquim Cruz, brazylijski lekkoatleta, średniodystansowiec
  - Reiner Gies, niemiecki bokser
  - Greg Ion, kanadyjski piłkarz pochodzenia szkockiego
  - Ian Holloway, angielski piłkarz, trener
  - Piotr Majchrzak, polski uczeń, ofiara stanu wojennego (zm. 1982)
  - Farahnaz Pahlawi, irańska księżniczka
  - Patricia Robertson, amerykańska lekarka, astronautka (zm. 2001)
  - Willi Schneider, niemiecki skeletonista
  - Kazik Staszewski, polski muzyk, wokalista, saksofonista, autor tekstów, aranżer, współzałożyciel i członek zespołów: Kult, Kazik na Żywo, El Dupa i Zuch Kazik
  - Frank Weber, niemiecki kolarz torowy
  - Eric Wiebes, holenderski inżynier, samorządowiec, polityk
- 13 marca:
  - Rick Carey, amerykański pływak
  - Tomasz Łuczak, polski matematyk
  - Fito Páez, argentyński piosenkarz, pianista
- 14 marca:
  - Pedro Duque, hiszpański astronauta
  - Andrew Fleming, amerykański scenarzysta, producent i reżyser filmowy i telewizyjny
  - Mike Muir, amerykański wokalista, członek zespołów: Suicidal Tendencies i Infectious Grooves
  - Anna Osmakowicz, polska wokalistka, aktorka
  - Ricardo Peláez, meksykański piłkarz
- 15 marca:
  - Jörg Hoffmanm, niemiecki saneczkarz
  - Nellee Hooper, brytyjski producent muzyczny i kompozytor
  - Robert Kołakowski, polski historyk, polityk, poseł na Sejm RP
  - Bret Michaels, amerykański gitarzysta, wokalista, członek zespołu Poison, aktor
- 16 marca:
  - Jimmy DeGrasso, amerykański perkusista, członek zespołu Black Star Riders
  - Jerome Flynn, brytyjski aktor, piosenkarz
  - Lesław Nowara, polski prawnik, poeta, aforysta
  - Jesús Puras, hiszpański kierowca rajdowy
  - Roman Steblecki, polski hokeista
- 17 marca:
  - Urszula Gacek, polska ekonomistka, polityk, senator RP i eurodeputowana
  - Paweł Kamasa, polski pianista, pedagog
- 18 marca:
  - Lázaro Betancourt, kubański lekkoatleta, trójskoczek
  - Roman Edward Borek, polski samorządowiec, polityk, poseł na Sejm RP
  - Li Yanjun, chińska siatkarka
  - Vanessa Williams, amerykańska aktorka, piosenkarka
- 19 marca:
  - Marcel Damphousse, kanadyjski duchowny katolicki, biskup Sault Sante Marie
  - Bogdan Golik, polski polityk, eurodeputowany
  - Geoffrey Lower, amerykański aktor
  - John McDermott, amerykański duchowny katolicki
  - Mary Scheer, amerykańska aktorka
- 20 marca:
  - Maggie Estep, amerykańska pisarka (zm. 2014)
  - Anouk Grinberg, francuska aktorka
  - Kathy Ireland, amerykańska aktorka
  - Jacek Łączyński, polski koszykarz, trener, komentator sportowy
  - Jelena Romanowa, rosyjska biegaczka (zm. 2007)
  - David Thewlis, brytyjski aktor, reżyser filmowy
- 21 marca:
  - Lars Elstrup, duński piłkarz
  - Ronald Koeman, holenderski piłkarz, trener
  - Shawn Lane, amerykański gitarzysta jazzowy, kompozytor (zm. 2003)
  - Share Pedersen, amerykańska kompozytorka, basistka rockowa
- 22 marca:
  - Giuseppe Galderisi, włoski piłkarz, trener
  - Ołeh Kuzniecow, ukraiński piłkarz, trener
  - Stefan Pettersson, szwedzki piłkarz
  - John Ringo, amerykański pisarz science fiction
  - Susan Ann Sulley, brytyjska piosenkarka
  - Hannu Virta, fiński hokeista, trener, działacz sportowy
  - Martín Vizcarra, peruwiański polityk, wiceprezydent i prezydent Peru
- 23 marca:
  - Jarosław Antoniuk, polski teatrolog, reżyser, autor sztuk dla dzieci i młodzieży
  - Francesco Attolico, włoski piłkarz wodny, bramkarz
  - Míchel, hiszpański piłkarz, trener
  - Ana Fidelia Quirot, kubańska lekkoatletka, biegaczka średniodystansowa
  - Jorge Rinaldi, argentyński piłkarz
  - Peter Schiff, amerykański ekonomista
  - Piotr Zaremba, polski dziennikarz, publicysta, krytyk teatralny
- 24 marca:
  - Dave Douglas, amerykański kompozytor i trębacz jazzowy
  - Bogusław Szpytma, polski samorządowiec, burmistrz Kłodzka, wicewojewoda dolnośląski
  - Wadym Tyszczenko, ukraiński piłkarz, trener (zm. 2015)
- 25 marca:
  - Rudolf Roháček, czeski hokeista, trener
  - Jaime Vera, chilijski piłkarz
- 26 marca:
  - Matilda Makoçi, albańska aktorka
  - Bogumiła Suska, polska lekkoatletka, kulomiotka
  - Rebecca Twigg, amerykańska kolarka torowa i szosowa
- 27 marca:
  - Irina Biełowa, rosyjska lekkoatletka, wieloboistka
  - Dave Koz, amerykański saksofonista jazzowy
  - Željko Majić, bośniacki duchowny katolicki
  - Jerzy Samiec, polski duchowny luterański, biskup
  - Gary Stevens, angielski piłkarz
  - Quentin Tarantino, amerykański scenarzysta i reżyser filmowy
  - Xuxa, brazylijska piosenkarka
- 28 marca:
  - Nina Ananiaszwili, gruzińska tancerka baletowa
  - Perry Bräutigam, niemiecki piłkarz, bramkarz
  - Matthew Gribble, amerykański pływak (zm. 2004)
  - Krzysztof Krzak, polski poeta, bard (zm. 2016)
  - Jan Masiel, polski polityk, europoseł
  - Srđan Šajn, serbski polityk narodowości romskiej
- 29 marca:
  - Rajmond Debevec, słoweński strzelec sportowy
  - Marek Domin, polski polityk, poseł na Sejm I kadencji, burmistrz Biskupca (zm. 2019)
  - Aleksandr Ignatienko, rosyjski zapaśnik
  - Dirk Niebel, niemiecki polityk
- 30 marca:
  - Cachiagijn Elbegdordż, mongolski polityk, premier i prezydent Mongolii
  - Massimo Fusarelli, generał franciszkanów
  - Andriej Martiemjanow, rosyjski hokeista (zm. 2025)
  - Ołeksij Mychajłyczenko, ukraiński piłkarz
- 31 marca:
  - Tony Cárdenas, amerykański polityk, kongresmen
  - Hugo Dietsche, szwajcarski zapaśnik
  - Stephen Tataw, kameruński piłkarz (zm. 2020)
- 1 kwietnia:
  - Flemming Davanger, norweski curler
  - Wojciech Jankowski, polski wioślarz
  - Zamira Kita, albańska aktorka
  - Ewa Toporowska-Kowalska, polska lekarka
- 2 kwietnia:
  - Fabrizio Barbazza, włoski kierowca wyścigowy
  - Mike Gascoyne, brytyjski dyrektor techniczny i konstruktor samochodów Formuły 1
- 3 kwietnia:
  - Anne Minter, australijska tenisistka
  - Stewo Pendarowski, północnomacedoński polityk, prezydent Macedonii Północnej
  - Margarita Wojska, bułgarska szachistka
- 4 kwietnia:
  - Dale Hawerchuk, kanadyjski hokeista pochodzenia ukraińskiego (zm. 2020)
  - Franc Kostiukiewicz, białoruski lekkoatleta, chodziarz
  - Graham Norton, irlandzki aktor, komik, prezenter telewizyjny
  - Irene Pivetti, włoska dziennikarka, prezenterka telewizyjna, polityk
- 5 kwietnia:
  - Matthias Baumann, niemiecki jeździec sportowy
  - Carlos Belloso, argentyński aktor
  - Geraldo Delamore, brazylijski trener piłkarski
  - Riku Kiri, fiński trójboista siłowy, strongman
  - Arūnas Kundrotas, litewski ekonomista, polityk
  - Sylvain Ducange, haitański duchowny katolicki, biskup pomocniczy Port-au-Prince (zm. 2021)
- 6 kwietnia:
  - Rafael Correa, ekwadorski polityk, prezydent Ekwadoru
  - Basile Aka Kouamé, iworyjski piłkarz
  - Andrzej Olejko, polski historyk
- 7 kwietnia:
  - Tomasz Aniśko, polski architekt krajobrazu, polityk, poseł na Sejm RP
  - Dave Johnson, amerykański lekkoatleta, wieloboista
  - Bernard Lama, francuski piłkarz, bramkarz, trener
  - Paul Michael Robinson, amerykański aktor, producent filmowy, fotograf
  - Monika Stefanowicz, polska aktorka
- 8 kwietnia:
  - Bogusław Bagsik, polski przedsiębiorca, muzyk
  - Julian Lennon, brytyjski piosenkarz
  - Terry Porter, amerykański koszykarz, trener
  - Dorota Warakomska, polska politolog, dziennikarka
  - Ireneusz Wójcicki, polski muzyk, członek zespołu EKT Gdynia (zm. 2011)
- 9 kwietnia:
  - Marc Jacobs, amerykański projektant mody
  - Jorgos Jeorjiu, cypryjski nauczyciel, polityk
  - Timothy Kopra, amerykański pilot wojskowy, astronauta
  - Charles Joseph Scarborough, amerykański polityk
  - Andrea Thomas, niemiecka lekkoatletka, sprinterka
- 10 kwietnia:
  - Krzysztof Iwanicki, polski piłkarz
  - Doris Leuthard, szwajcarska prawnik, polityk, prezydent Szwajcarii
  - Peter Morgan, brytyjski scenarzysta filmowy, dramaturg
  - Jurij Najdowski, kazachski piłkarz pochodzenia białoruskiego
  - Marc Spautz, luksemburski związkowiec, polityk
- 11 kwietnia:
  - Igor Basinski, białoruski strzelec sportowy
  - Karen Briggs, brytyjska judoczka
  - Waldemar Fornalik, polski piłkarz, trener
  - Dariusz Kosno, polski samorządowiec, burmistrz Opoczna
  - Zbigniew Łuc, polski akordeonista
  - Elizabeth Smylie, australijska tenisistka
  - Henrique Soares da Costa, brazylijski duchowny katolicki, biskup Palmares (zm. 2020)
  - Jörg Woithe, niemiecki pływak
- 13 kwietnia:
  - Andriej Bachwałow, rosyjski łyżwiarz szybki
  - Mo Johnston, szkocki piłkarz
  - Garri Kasparow, rosyjski szachista, trener, polityk pochodzenia żydowsko-ormiańskiego
  - Alexandra Schreiber, niemiecka judoczka
- 14 kwietnia:
  - Hugo Conte, argentyński siatkarz, trener
  - Cynthia Cooper-Dyke, amerykańska koszykarka, trenerka
  - Bożena Lisowska, polska działaczka samorządowa i polityczna, posłanka na Sejm RP
- 15 kwietnia:
  - Diosdado Cabello, wenezuelski polityk
  - Walter Casagrande, brazylijski piłkarz
  - Jerzy Kaziów, polski piłkarz (zm. 2022)
  - Beata Szydło, polska działaczka samorządowa, polityk, burmistrz gminy Brzeszcze, poseł na Sejm, premier RP i eurodeputowana
- 16 kwietnia:
  - John Delaney, amerykański przedsiębiorca, polityk, kongresmen
  - Keith Packard, amerykański programista komputerowy
  - Dejan Ristanović, serbski dziennikarz, publicysta, pisarz
- 17 kwietnia:
  - Ellen Breen, amerykańska narciarka dowolna
  - Ryszard Grobelny, polski samorządowiec, prezydent Poznania
  - Joel Murray, amerykański aktor
  - Iwona Parucka, polska lekkoatletka, płotkarka
  - Zofia Tokarczyk, polska łyżwiarka szybka
- 18 kwietnia:
  - Mike Mangini, amerykański perkusista pochodzenia włoskiego, członek zespołów: Annihilator, Extreme, Dream Theater i UK
  - Eric McCormack, kanadyjski aktor pochodzenia szkockiego
  - Małgorzata Niemiec, polska koszykarka
  - Conan O’Brien, amerykański komik, producent telewizyjny pochodzenia irlandzkiego
  - Odair Patriarca, brazylijski piłkarz, trener
  - Jan Ykema, holenderski łyżwiarz szybki
- 19 kwietnia:
  - Anthony James Corcoran, amerykański duchowny katolicki, jezuita, teolog, misjonarz, prowincjał Niezależnego Regionu Rosyjskiego Towarzystwa Jezusowego, administrator apostolski Kirgistanu
  - Mika Kojonkoski, fiński skoczek narciarski, trener, polityk
  - Wolfgang Steiert, niemiecki skoczek narciarski, trener (zm. 2024)
- 20 kwietnia:
  - Lars Degerman, szwedzki szachista
  - Adrián Fernández, meksykański kierowca wyścigowy
  - Gianfranco Gallone, włoski duchowny katolicki, arcybiskup, nuncjusz apostolski
  - Anne Genetet, francuska polityczka i konsultantka
  - Matteo Piantedosi, włoski prawnik i urzędnik państwowy
- 21 kwietnia:
  - Paul Alappatt, indyjski duchowny syromalabarski, biskup Ramanathapuram
  - Ken Caminiti, amerykański baseballista (zm. 2004)
  - Piotr Gryza, polski menedżer, urzędnik państwowy
  - John Cameron Mitchell, amerykański aktor, reżyser, scenarzysta i producent filmowy
- 22 kwietnia:
  - Robert Mąka, polski pisarz, wydawca, scenarzysta filmowy
  - Daniel Micka, czeski pisarz, tłumacz
  - Thedo Remmelink, holenderski snowboardzista
  - Hermann Winkler, niemiecki samorządowiec, polityk, eurodeputowany
- 23 kwietnia:
  - Paul Belmondo, francuski kierowca wyścigowy
  - Martin Brunner, szwajcarski piłkarz, bramkarz
  - Pia Cramling, szachistka szwedzka
  - Wendy Fraser, brytyjska hokeistka na trawie
  - Magnús Ver Magnússon, islandzki trójboista siłowy, strongman
  - Beata Mateusiak-Pielucha, polska działaczka samorządowa, polityk, poseł na Sejm RP
  - Herbert Scheibner, austriacki przedsiębiorca, polityk
- 24 kwietnia:
  - Lajos Détári, węgierski piłkarz
  - Marek Leśniewski, polski kolarz szosowy
  - Iwona Sadowska, polska reżyserka filmów dokumentalnych
  - Charlot Salwai, polityk z Vanuatu, premier
- 25 kwietnia:
  - Nelson Aerts, brazylijski tenisista
  - Philippine Leroy-Beaulieu, francuska aktorka filmowa
  - Darko Milinović, chorwacki ginekolog, polityk
  - David Moyes, szkocki piłkarz, trener
- 26 kwietnia:
  - Grzegorz Ilka, polski działacz opozycji antykomunistycznej (zm. 2019)
  - María del Monte, hiszpańska wokalistka, prezenterka radiowa i telewizyjna
  - Jet Li, chiński aktor, mistrz i trener wushu
  - Cornelia Ullrich, niemiecka lekkoatletka, sprinterka i płotkarka
  - Bill Wennington, kanadyjski koszykarz
- 27 kwietnia:
  - Małgorzata Tlałka-Długosz, polska narciarka alpejska
  - Dorota Tlałka-Mogore, polska narciarka alpejska
- 28 kwietnia:
  - Daniel Herman, czeski były duchowny katolicki, urzędnik państwowy, polityk
  - Jurij Leonow, kazachski hokeista, trener
  - Cezary Makiewicz, polski wykonawca i kompozytor muzyki country i americana
  - Aneta Pawłenko, ukraińsko-amerykańska językoznawczyni
  - Małgorzata Płatek, polska lekkoatletka, sprinterka
  - Sándor Tihanyi, węgierski żużlowiec
  - Alaksandr Żuraulewicz, białoruski pilot wojskowy (zm. 2009)
- 29 kwietnia:
  - Mike Babcock, kanadyjski hokeista, trener
  - Jarosław Frączyk, polski generał brygady Straży Granicznej
  - Gerhard Haidacher, austriacki bobsleista
  - Małgorzata Leśniewicz, polska lekkoatletka, wieloboistka
  - Anna Pasikowska, polska pisarka
  - Mirosław Skrzypczyński, polski inżynier, zawodnik i trener tenisa
  - Hysen Zmijani, albański piłkarz
- 30 kwietnia:
  - Vítězslav Lavička, czeski piłkarz, trener
  - James Marsh, brytyjski reżyser, scenarzysta i producent filmowy
  - Natalja Szywie, rosyjska łyżwiarka szybka
  - Michael Waltrip, amerykański kierowca wyścigowy
  - Roman Wilhuszynski, ukraiński rzeźbiarz, snycerz
- 1 maja:
  - Grażyna Ignaczak-Bandych, polska urzędniczka państwowa, szef Kancelarii Prezydenta RP
  - Christine Rossi, francuska narciarka dowolna
  - Jarosław Sellin, polski dziennikarz, polityk, poseł na Sejm RP
  - Wilhelm, książę luksemburski
- 2 maja:
  - Dragutin Mate, słoweński polityk
  - Franck Proust, francuski samorządowiec, polityk
- 3 maja:
  - Jeff Hornacek, amerykański koszykarz, trener
  - Andrzej Jeż, polski duchowny katolicki, biskup tarnowski
- 4 maja:
  - Andrzej Augustyński, polski duchowny katolicki, działacz społeczny
  - Dariusz Kamys, polski kabareciarz
  - Andrzej Kania, polski samorządowiec, polityk, poseł na Sejm RP
  - Martin Schwalb, niemiecki piłkarz ręczny, trener
  - Stanisław Szyszkowski, polski polityk, poseł na Sejm RP
- 5 maja:
  - Dawid Bieńkowski, polski pisarz, psychoterapeuta
  - Laurence Bily, francuska lekkoatletka, sprinterka
  - Sabine Brehm, niemiecka łyżwiarka szybka
  - James LaBrie, kanadyjski wokalista, perkusista, członek zespołu Dream Theater
  - Lai Runming, chiński sztangista
  - Jeffrey Monforton, amerykański duchowny katolicki, biskup Steubenville
  - Scott Westerfeld, amerykański pisarz science fiction i fantasy
  - Zhang Guojun, chiński judoka
- 7 maja – Dariga Nazarbajewa, kazachska historyk, śpiewaczka operowa, polityk
- 8 maja:
  - Michel Gondry, francuski reżyser filmowy
  - Izabela Kloc, polska polityk, poseł na Sejm RP
  - Aleksandr Kowalenko, białoruski lekkoatleta, trójskoczek
  - Henry Lesser, niemiecki piłkarz
- 9 maja:
  - Gary Daniels, brytyjski aktor, zawodnik sportów walki
  - Sanja Doležal, chorwacka piosenkarka, prezenterka telewizyjna
  - Angelika Winzig, austriacka działaczka samorządowa, polityk, eurodeputowana
- 10 maja:
  - Stefan Höck, niemiecki biathlonista
  - Lisa Nowak, amerykańska inżynier, astronautka
  - Sławomir Skrzypek, polski inżynier, ekonomista, prezes NBP (zm. 2010)
  - Ziad Tlemçani, tunezyjski piłkarz
  - Jerzy Zajda, polski piłkarz, bramkarz
  - Vicente Zeballos, peruwiański polityk, premier Peru
- 11 maja:
  - Alina W. Chechelska, polska aktorka
  - Sangaj Czoden, królowa Bhutanu
  - Andrzej Tadeusz Mazurkiewicz, polski polityk, senator RP, pisarz science fiction (zm. 2008)
  - Natasha Richardson, brytyjska aktorka (zm. 2009)
- 12 maja:
  - Nuno Brás, portugalski duchowny katolicki, biskup Funchal
  - Panajotis Fasulas, grecki koszykarz, polityk
  - Gavin Hood, południowoafrykański reżyser filmowy
  - Stefano Modena, włoski kierowca wyścigowy
  - Deborah Kara Unger, kanadyjska aktorka
- 13 maja:
  - Witalij Dawydenko, ukraiński piłkarz, trener
  - Andrea Leadsom, brytyjska polityk
  - Wally Masur, australijski tenisista
  - Andrzej Przewoźnik, polski historyk, działacz państwowy, sekretarz Rady Ochrony Pamięci Walk i Męczeństwa (zm. 2010)
- 14 maja:
  - Marta Cartabia, włoska prawniczka i wykładowczyni akademicka
  - Roger Houngbédji, beniński duchowny katolicki, arcybiskup metropolita Kotonu
  - Heather Humphreys, irlandzka polityk
  - Ignace Murwanashyaka, rwandyjski bojownik, zbrodniarz przeciwko ludzkości (zm. 2019)
- 15 maja:
  - Brenda Bakke, amerykańska aktorka
  - Grant Heslov, amerykański aktor, reżyser, producent i scenarzysta filmowy pochodzenia żydowskiego
  - Zofia Kilanowicz, polska śpiewaczka operowa (sopran)
  - Romuald Mainka, niemiecki szachista pochodzenia polskiego
  - Markus Pieper, niemiecki przedsiębiorca, polityk, eurodeputowany
  - Kristen Vigard, amerykańska piosenkarka, autorka tekstów
- 16 maja:
  - Petras Auštrevičius, litewski ekonomista, dyplomata, polityk
  - Mercedes Echerer, austriacka aktorka, polityk
  - Rich Gaspari, amerykański kulturysta
  - Michel Ledent, belgijski autor komiksów
- 17 maja:
  - Luca Cadalora, włoski motocyklista wyścigowy
  - Takashi Kobayashi, japoński zapaśnik
  - Jon Koncak, amerykański koszykarz
  - Nebojša Koharović, chorwacki polityk, dyplomata
  - Jorge Lozano, meksykański tenisista
- 18 maja:
  - Witold Kowalski, polski polityk, samorządowiec, senator RP
  - Dávid Tencer, słowacki duchowny katolicki, biskup Reykjawiku
  - Sam Vincent, amerykański koszykarz
- 19 maja:
  - Nicodème Anani Barrigah-Benissan, togijski duchowny katolicki, biskup Atakpamé (zm. 2024)
  - Lubow Cioma, rosyjska lekkoatletka, biegaczka średniodystansowa
  - Michele Di Tolve, włoski duchowny katolicki
  - Kevin Kenner, amerykański pianista
  - Heinz Weixelbraun, austriacki aktor
- 20 maja:
  - Oscar Sarlinga, argentyński duchowny katolicki, biskup Zárate-Campany
  - Gintautas Umaras, litewski kolarz szosowy i torowy
  - Wojciech Walasik, polski aktor (zm. 2023)
- 21 maja:
  - Krzysztof Bojko, polski historyk, dyplomata
  - Mieczysław Gocuł, polski generał, szef Sztabu Generalnego WP
  - Torben Piechnik, duński piłkarz
  - Domenico Pompili, włoski duchowny katolicki, biskup Rieti
  - Paweł Szczesny, polski aktor
- 22 maja:
  - Maja Gojković, serbska polityk, przewodnicząca Zgromadzenia Narodowego
  - Wojciech Pikuła, polski pilot wojskowy
  - Lee Sang-ho, południowokoreański zapaśnik
  - David Schneider, brytyjski aktor
- 23 maja:
  - Władysław Adamski, polski polityk, poseł na Sejm RP
  - Luciano Bruno, włoski bokser
  - Dariusz Kosedowski, polski bokser
  - Anna Salińska, polska lekkoatletka, kulomiotka
- 24 maja:
  - Michael Chabon, amerykański pisarz
  - Joe Dumars, amerykański koszykarz
  - Ken Flach, amerykański tenisista (zm. 2018)
- 25 maja:
  - Torsten Albig, niemiecki prawnik, samorządowiec, polityk
  - Erik de Bruin, holenderski lekkoatleta, dyskobol i kulomiot
  - Mike Myers, brytyjsko-kanadyjski aktor, komik, scenarzysta i producent filmowy
  - Ludovic Orban, rumuński polityk, premier Rumunii
  - Jacek Stryczek, polski duchowny katolicki
  - Krzysztof Szulowski, polski mikrobiolog, wykładowca akademicki, polityk, poseł na Sejm RP
  - Adam Zalewski, polski kompozytor, autor tekstów, perkusista, gitarzysta, członek zespołów: Zwłoki i Sedes (zm. 1997)
- 26 maja:
  - Simon Armitage, brytyjski prozaik, dramaturg, poeta
  - Hinrich Romeike, niemiecki jeździec sportowy
- 27 maja:
  - Andrzej Kretek, polski piłkarz, bramkarz, trener
  - Maria Walliser, szwajcarska narciarka alpejska
- 28 maja:
  - Gavin Harrison, brytyjski perkusista, członek zespołów: Porcupine Tree i King Crimson
  - Zemfira Meftəhəddinova, azerska strzelczyni sportowa
- 29 maja:
  - Petja Awramowa, bułgarska inżynier, działaczka samorządowa, polityk
  - Blaze Bayley, brytyjski wokalista, członek zespołów: Wolfsbane, Iron Maiden, Blaze Bayley i The Foundry
  - Tracey E. Bregman, niemiecka aktorka
  - Ukyō Katayama, japoński kierowca wyścigowy
  - Robert Mróz, polski pulmonolog, muzyk, kompozytor
  - Zhu Jianhua, chiński lekkoatleta, skoczek wzwyż
- 30 maja:
  - José Carlos Brandão Cabral, brazylijski duchowny katolicki, biskup Almenary
  - Michel Langevin, kanadyjski perkusista, członek zespłu Voivod
  - Germán Palacios, argentyński aktor
  - Tito Paris, kabowerdyjski muzyk, wokalista
- 31 maja:
  - John Berry, amerykański gitarzysta, członek zespołu Beastie Boys (zm. 2016)
  - Viktor Orbán, węgierski polityk, premier Węgier
- 1 czerwca:
  - Vital Borkelmans, belgijski piłkarz, trener
  - Krzysztof Jackowski, polski jasnowidz
  - Mirel Josa, albański piłkarz, trener
  - Suvi-Anne Siimes, fińska polityk
  - Janusz Skulich, polski generał pożarnictwa
  - Emilian Stańczyszyn, polski polityk, samorządowiec, burmistrz Polkowic, marszałek województwa dolnośląskiego
  - Cezary Urban, polski matematyk, nauczyciel, polityk, poseł na Sejm RP
  - Janis Wrutsis, grecki ekonomista, samorządowiec, polityk
- 2 czerwca:
  - Bernard Cazeneuve, francuski prawnik, polityk
  - Anna Kosek, polska siatkarka
  - Mike J. Rogers, amerykański polityk
  - Reiner Trik, niemiecki zapaśnik
  - Ion Marcel Vela, rumuński samorządowiec, polityk
- 3 czerwca:
  - Rudy Demotte, belgijski i waloński polityk, premier Walonii
  - Wadym Nowynski, ukraiński przedsiębiorca, polityk pochodzenia rosyjskiego
- 4 czerwca:
  - Xavier McDaniel, amerykański koszykarz
  - Launi Meili, amerykańska strzelczyni sportowa
- 5 czerwca:
  - Ignacy Jasionowski, polski samorządowiec, wicemarszałek województwa podlaskiego
  - Wojciech Lepianka, polski scenarzysta filmowy
- 6 czerwca:
  - Vincent Collet, francuski koszykarz, trener
  - Federico Andahazi, argentyński pisarz pochodzenia węgierskiego
  - Eric Cantor, amerykański polityk
  - Jason Isaacs, brytyjski aktor pochodzenia żydowskiego
  - Inga Iwasiów, polska pisarka, poetka, krytyk literacka, literaturoznawczyni
  - Dariusz Kubicki, polski piłkarz, trener
  - Vladimír Růžička, czeski hokeista, trener
  - Piotr Tymochowicz, polski doradca mediowy, specjalista ds. wizerunku i marketingu politycznego
  - Tomasz Wójcik, polski grafik, scenograf, reżyser teatralny
- 7 czerwca:
  - Roberto Alagna, francuski śpiewak operowy (tenor)
  - Helena Blach Lavrsen, duńska curlerka
  - Zirka Frómeta Castillo, kubańska szachistka
  - Luca Fusi, włoski piłkarz, trener
  - Ardit Gjebrea, albański piosenkarz, kompozytor
  - Jurij Krasnożan, rosyjski piłkarz, trener
  - Denis Nulty, irlandzki duchowny katolicki, biskup Kildare-Leighlin
  - Wiesław Tupaczewski, polski artysta kabaretowy, członek Kabaretu OT.TO
  - Robert Tyszkiewicz, polski przedsiębiorca, wydawca, polityk, poseł na Sejm RP
- 8 czerwca:
  - Frank Grillo, amerykański aktor
  - Tōru Kamikawa, japoński sędzia piłkarski
- 9 czerwca:
  - Johnny Depp, amerykański aktor, reżyser, scenarzysta i producent filmowy, muzyk
  - Gisle Fenne, norweski biathlonista
  - David Koepp, amerykański reżyser i scenarzysta filmowy
  - Lesław Wieczorek, polski samorządowiec, starosta dąbrowski
  - Sławomir Zawiślak, polski polityk, poseł na Sejm RP
- 10 czerwca:
  - Brad Henry, amerykański polityk, gubernator stanu Oklahoma
  - Lynn Jenkins, amerykańska polityk, kongreswoman
  - Jeanne Tripplehorn, amerykańska aktorka
  - Tony Ward, amerykański aktor, model
- 11 czerwca:
  - Gregg Hoffman, amerykański producent filmowy (zm. 2005)
  - Jan Posthuma, holenderski siatkarz
  - Sandra Schmirler, kanadyjska curlerka (zm. 2000)
  - Ireneusz (Semko), ukraiński duchowny prawosławny, metropolita nieżyński i priłucki (zm. 2017)
- 12 czerwca:
  - Philippe Bugalski, francuski kierowca rajdowy pochodzenia polskiego (zm. 2012)
  - T.B. Joshua, nigeryjski duchowny zielonoświątkowy, teleewangelista, prorok, uzdrowiciel (zm. 2021)
  - Zbigniew Kołodziej, polski samorządowiec i rolnik, wicemarszałek województwa lubuskiego
  - Wiesław Myśliwiec, polski ekonomista, działacz opozycji antykomunistycznej (zm. 2017)
  - Andrzej Świstak, polski hokeista, trener
  - Piotr Wowry, polski duchowny luterański, teolog, ekumenista (zm. 2020)
- 13 czerwca:
  - Bettina Bunge, niemiecka tenisistka
  - Paul De Lisle, kanadyjski basista, członek zespołu Smash Mouth
  - Mirosław Filipowicz, polski historyk
  - Lech Kołakowski, polski przedsiębiorca, polityk, poseł na Sejm RP
  - Catarina Lindqvist, szwedzka tenisistka
  - Robbie Merrill, amerykański basista, członek zespołu Godsmack
  - Audrey Niffenegger, amerykańska pisarka, plastyczka
  - Félix Tshisekedi, kongijski polityk, Demokratycznej Republiki Konga
- 14 czerwca:
  - Tamierłan Aguzarow, rosyjski polityk, przywódca Osetii Północnej (zm. 2016)
  - Rambo Amadeus, czarnogórski piosenkarz, kompozytor
  - Jarosław Boberek, polski aktor
  - Dariusz Cychol, polski dziennikarz
  - Luis Ángel de las Heras Berzal, hiszpański duchowny katolicki, biskup Mondoñedo-Ferrol
  - Daniel Podrzycki, polski dziennikarz, polityk (zm. 2005)
- 15 czerwca:
  - Marina Aziabina, rosyjska lekkoatletka, płotkarka
  - Helen Hunt, amerykańska aktorka
  - Igor Paklin, rosyjski lekkoatleta, skoczek wzwyż
  - Blanca Portillo, hiszpańska aktorka
  - Scott Rockenfield, amerykański perkusista, członek zespołu Queensrÿche
  - Paul Shipton, brytyjski pisarz, twórca literatury dziecięcej
  - Shirley Thomas, brytyjska lekkoatletka, sprinterka
  - Nigel Walker, brytyjski lekkoatleta, płotkarz
- 16 czerwca:
  - Rocco Pennacchio, włoski duchowny katolicki, arcybiskup Fermo
  - Alina Sionkowska, polska chemik, wykładowczyni akademicka
  - Jarosław Ziemiański, polski oficer Marynarki Wojennej
- 17 czerwca:
  - Greg Kinnear, amerykański aktor
  - Jean-Marc Micas, francuski duchowny katolicki, biskup Tarbes i Lourdes
  - Temir Sarijew, kirgiski polityk
  - Danuta Widuch-Jagielska, polska aktorka
- 18 czerwca:
  - Jeff Mills, amerykański didżej, wokalista
  - Rumen Radew, bułgarski polityk, prezydent Bułgarii
  - Dizzy Reed, amerykański klawiszowiec, członek zespołu Guns N’ Roses
- 19 czerwca:
  - Laura Ingraham, amerykańska dziennikarka
  - Floribeth Mora Diaz, kostarykańska prawniczka
  - Simon Wright, brytyjski perkusista, członek zespołu AC/DC
- 20 czerwca:
  - José Basualdo, argentyński piłkarz, trener
  - Amir Derakh, amerykański gitarzysta, członek zespołów: Rough Cutt, Jailhouse(inne języki), Orgy, Julien-K(inne języki) i Dead By Sunrise
  - Anne Jahren, norweska biegaczka narciarska
- 21 czerwca:
  - Gōshō Aoyama, japoński rysownik mang
  - Daryl Haney, amerykański scenarzysta filmowy, aktor
  - Dario Marianelli, włoski kompozytor, pianista
  - Rene Medvešek, chorwacki aktor, reżyser, prezenter telewizyjny
  - Jan Pinkava, czeski reżyser filmów animowanych
- 22 czerwca:
  - Randy Couture, amerykański zapaśnik, zawodnik mieszanych sztuk walki, aktor
  - Mark O’Toole, brytyjski duchowny katolicki, biskup Plymouth
- 23 czerwca:
  - Astrid Carolina Herrera Irrazábal, wenezuelska aktorka, zdobywczyni tytułu Miss World
  - Wojciech Krawczuk, polski historyk
  - Luciano Russo, włoski duchowny katolicki, nuncjusz apostolski
- 24 czerwca:
  - Robert Choma, polski samorządowiec, prezydent Przemyśla
  - Gabriel Curuchet, argentyński kolarz szosowy i torowy
  - Elżbieta Kilińska, polska lekkoatletka, sprinterka
  - Paweł Kukiz, polski wokalista, autor piosenek, aktor, polityk, poseł na Sejm RP
  - Nszan Munczian, ormiański bokser, trener
  - Predrag Radosavljević, amerykański piłkarz pochodzenia serbskiego
  - Anand Tucker, brytyjski reżyser i producent filmowy i telewizyjny
- 25 czerwca:
  - Steve Baker, australijski żużlowiec
  - Krzysztof Chudzio, polski duchowny katolicki, biskup pomocniczy przemyski
  - Doug Gilmour, kanadyjski hokeista, trener i działacz hokejowy
  - John Benjamin Hickey, amerykański aktor
  - Dariusz Libionka, polski historyk
  - Yann Martel, kanadyjski pisarz, podróżnik
  - George Michael, brytyjski piosenkarz, producent muzyczny, kompozytor pochodzenia grecko-cypryjskiego (zm. 2016)
- 26 czerwca:
  - Michaił Chodorkowski, rosyjski przedsiębiorca pochodzenia żydowskiego
  - Jon Clay, brytyjski kolarz torowy
  - Hayrettin Demirbaş, turecki piłkarz, bramkarz, trener
  - Richard Garfield, amerykański projektant gier
  - Andy Timmons, amerykański muzyk sesyjny
  - Jacek Wojciechowicz, polski samorządowiec, polityk, poseł na Sejm RP
- 27 czerwca:
  - Magdalena Majewska, polska dziennikarka i prezenterka telewizyjna
  - Inva Mula, albańska śpiewaczka operowa (sopran koloraturowy)
  - Grzegorz Węgrzyn, polski naukowiec
  - Peter Wu Junwei, chiński duchowny katolicki, prefekt apostolski Xinjiang (zm. 2022)
- 28 czerwca:
  - Charlie Clouser, amerykański klawiszowiec
  - Giovanni La Via, włoski polityk
  - Torbjørn Løkken, norweski kombinator norweski
- 29 czerwca:
  - Iris Hoffmann, niemiecka polityk
  - Cassandra Kelly, nowozelandzka lekkoatletka, tyczkarka
  - Anne-Sophie Mutter, niemiecka skrzypaczka
  - Ireneusz Purwiniecki, polski koszykarz
  - Piotr Sidorkiewicz, polski hokeista, bramkarz, trener
  - Piotr Wojciech Wójcik, polski prawnik, polityk, poseł na Sejm RP
- 30 czerwca:
  - Olha Bryzhina, ukraińska lekkoatletka, sprinterka
  - Rupert Graves, brytyjski aktor
  - Jacek Kośmider, polski piłkarz ręczny, bramkarz, trener
  - Yngwie Malmsteen, szwedzki gitarzysta, wokalista, kompozytor, autor tekstów, członek zespołów: Steeler(inne języki) i Alcatrazz
- 1 lipca:
  - Marek Cholewa, polski hokeista
  - Edward Lu, amerykański fizyk, astronauta pochodzenia chińskiego
  - Ihar Żalazouski, białoruski łyżwiarz szybki (zm. 2021)
- 2 lipca:
  - Rosica Kiriłowa, bułgarska piosenkarka
  - Nikołaj Kostow, bułgarski piłkarz, trener
  - Krzysztof Olendzki, polski historyk gospodarczy i dyplomata, ambasador tytularny
  - Jeffrey Rogers, amerykański aktor
  - Jadwiga Wiśniewska, polska polityk, poseł na Sejm RP, eurodeputowana
- 3 lipca:
  - Børge Benum, norweski skoczek narciarski
  - Jacek Duda, polski koszykarz
  - Tracey Emin, brytyjska malarka
  - Cle Kooiman, amerykański piłkarz
  - Jiří Milek, czeski agronom, przedsiębiorca, polityk
  - Ryszard Pietras, polski generał brygady
  - Anna Sobczak, polska florecistka, trenerka
- 4 lipca:
  - Henri Leconte, francuski tenisista
  - Marco Marin, włoski szablista
  - Jan Mølby, duński piłkarz, trener
- 5 lipca:
  - Adriana Bazon, rumuńska wioślarka
  - Edie Falco, amerykańska aktorka
  - Zbigniew Hoffmann, polski polityk, wojewoda wielkopolski
  - Ma Yanhong, chińska gimnastyczka
- 6 lipca:
  - Marek Kulas, polski kolarz szosowy
  - Jacek Pawlicki, polski polityk, poseł na Sejm RP
- 7 lipca:
  - Alister Jack, brytyjski polityk
  - Geir Karlstad, norweski łyżwiarz szybki
  - Vonda Shepard, amerykańska piosenkarka
  - Edward Siarka, polski polityk, samorządowiec, wiceminister
  - Stanisław Snopek, polski dziennikarz i komentator sportowy
- 8 lipca:
  - Bob Ctvrtlik, amerykański siatkarz
  - Michael Cuesta, amerykański reżyser filmowy i telewizyjny
  - Janusz Góra, polski piłkarz
- 9 lipca – Patrick Hürlimann, szwajcarski curler
- 10 lipca:
  - Roberto Amadio, włoski kolarz szosowy i torowy
  - Pavel Benc, czeski biegacz narciarski
  - Siergiej Bułygin, rosyjski biathlonista
  - Mats Magnusson, szwedzki piłkarz
- 11 lipca:
  - Mercedes González, hiszpańska kolarka górska
  - Liu Haiguang, chiński piłkarz
  - Lisa Rinna, amerykańska aktorka
- 12 lipca:
  - Aleksandr Domogarow, rosyjski aktor
  - Ałła Jakowlewa, rosyjska kolarka szosowa
  - Bertus Servaas, holenderski przedsiębiorca
  - Krystyna Wróblewska, polska nauczycielka, polityk, posłanka na Sejm RP
- 13 lipca:
  - George DiCarlo, amerykański pływak pochodzenia włoskiego
  - Jacek Głębski, polski pisarz, dziennikarz
  - Spud Webb, amerykański koszykarz
- 14 lipca:
  - Wouter Bos, holenderski polityk
  - Philippe Folliot, francuski samorządowiec, polityk
  - Paweł Kwaśniewski, polski artysta współczesny, performer
  - Robert Samot, polski aktor, lektor, dziennikarz telewizyjny, spiker, prezenter, konferansjer
  - Paulo Macedo, portugalski ekonomista, bankowiec, polityk
  - Heinz Weis, niemiecki lekkoatleta, młociarz
- 15 lipca: 
  - Igor Dżambazow, macedoński aktor, piosenkarz, pisarz
  - Monika Forstinger, austriacka bizneswoman, inżynier, polityk
  - Ivan Fuksa, czeski samorządowiec, polityk
  - Leandro Machado, brazylijski trener piłkarski
  - Anthony Martinez, belizeński polityk
  - Brigitte Nielsen, duńska aktorka, piosenkarka, modelka
- 16 lipca:
  - Phoebe Cates, amerykańska aktorka
  - Srečko Katanec, słoweński piłkarz, trener
  - Anna Lebet-Minakowska, polska archeolog, muzealnik
  - Piotr Wrzosowski, polski gitarzysta rockowy (zm. 2016)
- 17 lipca:
  - Abderrahim El Arjoun, marokański sędzia piłkarski
  - Katherine Clark, amerykańska polityczka i prawniczka
  - Andrzej Krzepiński, polski wioślarz
  - Letsie III, król Lesotho
  - Matti Nykänen, fiński skoczek narciarski (zm. 2019)
  - Dzintars Rasnačs, łotewski prawnik, polityk
- 18 lipca:
  - Pavel Bém, czeski psychiatra, wspinacz, polityk
  - TJ Cox, amerykański polityk, kongresman
  - Marc Girardelli, austriacki narciarz alpejski reprezentujący Luksemburg
  - Jarosław Kurski, polski dziennikarz, publicysta
  - Martín Torrijos, panamski polityk, prezydent Panamy
- 19 lipca:
  - Guillermo Betancourt, kubański florecista
  - Thomas Gabriel Fischer, szwajcarski gitarzysta, wokalista
  - Garth Nix, australijski pisarz
- 20 lipca:
  - Paula Ivan, rumuńska lekkoatletka, biegaczka średniodystansowa
  - Federico Moccia, włoski reżyser, scenarzysta filmowy, pisarz
  - Aleksandr Żulin, rosyjski łyżwiarz figurowy, trener
- 21 lipca – Georgi Jordanow, bułgarski piłkarz
- 22 lipca:
  - Zygmunt Białogłowski, polski komandor
  - Emilio Butragueño, hiszpański piłkarz
  - Rob Estes, amerykański aktor
  - Joanna Going, amerykańska aktorka
  - Olivier Gourmet, belgijski aktor
  - Valerio Lazzeri, szwajcarski duchowny katolicki, biskup Lugano
  - Emily Saliers, amerykańska muzyk, kompozytorka, członkini zespołu Indigo Girls
- 23 lipca:
  - Ołeh Czużda, ukraiński kolarz szosowy
  - Junus-bek Jewkurow, rosyjski wojskowy, polityk, prezydent Inguszetii
  - Scott Strausbaugh, amerykański kajakarz górski
  - Andy Townsend, irlandzki piłkarz
- 24 lipca:
  - Maciej Buczkowski, polski koszykarz
  - Paul Geary(inne języki), amerykański muzyk, członek zespołu Extreme
  - Mirosław Hydel, polski lekkoatleta, skoczek w dal (zm. 2019)
  - Karl Malone, amerykański koszykarz
- 25 lipca:
  - Anna Fraser, kanadyjska narciarka dowolna
  - Oliver Froning, niemiecki muzyk, członek zespołu Dune
  - Krzysztof Koehler, polski poeta, eseista, krytyk literacki
  - Krystju Wapcarow, bułgarski aktor, reżyser, pisarz, prezenter telewizyjny
- 26 lipca:
  - Zbysław Owczarski, polski polityk, samorządowiec, poseł na Sejm RP, wicemarszałek województwa małopolskiego
  - Thomas Smuszynski, niemiecki basista heavymetalowy.
  - Raymond Stevens, brytyjski judoka
  - Jeff Stoughton, kanadyjski curler
- 27 lipca:
  - Heini Baumgartner, szwajcarski narciarz dowolny
  - Goran Maksimović, serbski strzelec sportowy
- 28 lipca:
  - Beverley Craven, brytyjska piosenkarka, pianistka, kompozytorka
  - Katharina Franck, niemiecka piosenkarka
  - Małgorzata Zalewska, polska harfistka
- 29 lipca:
  - Jim Beglin, irlandzki piłkarz
  - Alexandra Paul, amerykańska aktorka, modelka
  - Piotr Pawlicki, polski żużlowiec
  - David Phillips, walijski piłkarz
  - Graham Poll, angielski sędzia piłkarski
- 30 lipca:
  - Jarosław Marcinkowski, polski koszykarz
  - Lisa Kudrow, amerykańska aktorka
  - Antoni Martí, andorski polityk, premier Andory (zm. 2023)
  - Chris Mullin, amerykański koszykarz
- 31 lipca:
  - Chad Brock, amerykański muzyk country, dziennikarz radiowy
  - Fatboy Slim, brytyjski muzyk, didżej, producent muzyczny, kompozytor
  - Marian Janecki, polski samorządowiec, prezydent Jastrzębia-Zdroju
  - Tomasz Ryłko, polski dziennikarz i wydawca muzyczny
- 1 sierpnia:
  - Inga Bērziņa, łotewska polityk
  - Coolio, amerykański raper (zm. 2022)
  - John Carroll Lynch, amerykański aktor
  - Alicja Chruścińska, polska uczona, fizyk, profesor
  - Amber Rudd, brytyjska polityk
  - Kōichi Wakata, japoński astronauta
- 2 sierpnia:
  - El Hijo del Santo, meksykański luchador
  - Grzegorz Kaczmarzyk, polski polityk, poseł na Sejm RP
  - Józef Mika, polski aktor
  - Ángel Antonio Recinos Lemus, gwatemalski duchowny katolicki, biskup Zacapa y Santo Cristo de Esquipulas
  - Kuba Wojewódzki, polski dziennikarz, prezenter telewizyjny i radiowy
- 3 sierpnia:
  - Tasmin Archer, brytyjska piosenkarka
  - James Hetfield, amerykański wokalista, gitarzysta, członek zespołu Metallica
  - Libor Pimek, belgijski tenisista pochodzenia czeskiego
  - Isaiah Washington, amerykański aktor
- 4 sierpnia:
  - Audilio Aguilar, panamski duchowny katolicki, biskup Colón-Kuna Yala i Santiago de Veraguas
  - Oldřich Machala, czeski piłkarz, trener
  - Vidmantas Mališauskas, litewski szachista
  - Ivan Pilip, czeski ekonomista, przedsiębiorca, polityk
  - Dariusz Stenka, polski żużlowiec
- 5 sierpnia:
  - Anna Jurksztowicz, polska piosenkarka, wokalistka jazzowa, producentka muzyczna
  - Steve Lee, szwajcarski wokalista rockowy (zm. 2010)
  - Brian Sandoval, amerykański polityk, gubernator Nevady
  - Doris Schröder-Köpf, niemiecka polityk i dziennikarka
  - Greg Stokes, amerykański koszykarz, trener
  - Mark Strong, brytyjski aktor
  - Enrico Trevisi, włoski duchowny katolicki
- 6 sierpnia:
  - Robert Lenard Bachmann, polski malarz, fotograf, konstruktor mobili, twórca obiektów kinetic art i instalacji przestrzennych
  - Thomas Bohrer, amerykański wioślarz
  - Tony Dees, niemiecki lekkoatleta, płotkarz
  - Leif Edling, szwedzki basista, kompozytor, autor tekstów, członek zespołów: Candlemass, Abstrakt Algebra(inne języki), Krux, Avatarium i The Doomsday Kingdom(inne języki)
  - Lucyna Grobicka, polska prezenterka telewizyjna (zm. 2013)
  - Sabine Gruber, niemiecka pisarka
  - Kevin Mitnick, amerykański cracker (zm. 2023)
  - Eros Poli, włoski kolarz szosowy
- 7 sierpnia:
  - Richard Egarr, brytyjski klawesynista, pianista i dyrygent
  - Wojciech Gorgoń, polski piłkarz, sędzia piłkarski
  - Harold Perrineau Jr., amerykański aktor
  - Bogdan Pisz, polski piłkarz, trener
  - Bahne Rabe, niemiecki wioślarz (zm. 2001)
  - Paul Simick, indyjski duchowny katolicki, wikariusz apostolski Nepalu
  - Aleksandar Zograf, serbski rysownik, autor komiksów
- 8 sierpnia:
  - Igor Łapszyn, białoruski lekkoatleta, trójskoczek
  - Jon Turteltaub, amerykański reżyser i producent filmowy
- 9 sierpnia:
  - Whitney Houston, amerykańska piosenkarka, aktorka, producentka telewizyjna (zm. 2012)
  - Manuela Machado, portugalska lekkoatletka, maratonka
  - Małgorzata Orłowska, polska lekkoatletka, skoczkini wzwyż
- 10 sierpnia:
  - Moses Isegawa, ugandyjski pisarz
  - Karel Kula, czeski piłkarz
- 11 sierpnia:
  - Andriej Fiedoriw, rosyjski lekkoatleta, sprinter
  - Monika Jaruzelska, polska dziennikarka, stylistka, projektantka mody, działaczka samorządowa
  - Iwona Kozłowska, polska nauczycielka, samorządowiec, posłanka na Sejm RP
  - Oleg Procenko, rosyjski lekkoatleta, trójskoczek
- 12 sierpnia:
  - Robert Makłowicz, polski dziennikarz, krytyk kulinarny, pisarz, publicysta
  - Sir Mix-a-Lot, amerykański raper
  - Krzysztof Wętkowski, polski duchowny katolicki, biskup włocławski
  - Alicja Wilczyńska, polska strzelczyni sportowa
- 13 sierpnia:
  - Barbara Armbrust, kanadyjska wioślarka
  - Lance King, amerykański żużlowiec
  - Sridevi, indyjska aktorka (zm. 2018)
  - Józef Wandzik, polski piłkarz, bramkarz
- 14 sierpnia:
  - Christophe Arleston, francuski scenarzysta komiksowy, wydawca
  - Emmanuelle Béart, francuska aktorka
  - Wiesław Wraga, polski piłkarz
- 15 sierpnia:
  - Dimityr Gławczew, bułgarski polityk, premier Bułgarii
  - Alejandro González Iñárritu, meksykański reżyser filmowy
  - Wojciech Jagielski, polski dziennikarz telewizyjny i radiowy, perkusista, członek zespołu Poparzeni Kawą Trzy
  - Waleryj Lewanieuski, białoruski działacz polityczny i społeczny
  - Vladimir Petković, bośniacki piłkarz, trener pochodzenia chorwackiego
  - Dany Verlinden, belgijski piłkarz, bramkarz
- 16 sierpnia:
  - Kalusha Bwalya, zambijski piłkarz, trener
  - Andreas Dresen, niemiecki reżyser i scenarzysta filmowy
  - Tarzan Goto, japoński wrestler, sumita (zm. 2022)
  - Joseph Griffin, kanadyjski aktor
  - Jacek Karnowski, polski samorządowiec, prezydent Sopotu
  - Adick Koot, holenderski piłkarz
  - Aloísio Pires Alves, brazylijski piłkarz
  - Ägidius Zsifkovics, austriacki duchowny katolicki, biskup Eisenstadt
- 17 sierpnia:
  - Żakyp Asanow, kazachski prawnik, prokurator generalny
  - Christian Ehler, niemiecki polityk
  - Jan Heintze, duński piłkarz
  - Andrzej Jakimowski, polski reżyser filmowy
  - Jewgienij Jarowienko, kazachski piłkarz, trener pochodzenia ukraińskiego
  - Maritza Martén, kubańska lekkoatletka, dyskobolka
  - Jackie Walorski, amerykańska polityk, kongreswoman (zm. 2022)
- 18 sierpnia:
  - Mara Lakić, bośniacka koszykarka, trenerka
  - Witold Firak, polski polityk, poseł na Sejm RP
  - Donald Hying, amerykański duchowny katolicki, biskup Gary
  - Jim Les, amerykański koszykarz, trener
- 19 sierpnia:
  - Darcy DeMoss, amerykańska aktorka
  - Matthew Glave, amerykański aktor
  - Wioleta Ninowa, bułgarska wioślarka
  - John Stamos, amerykański aktor
  - Joey Tempest, szwedzki wokalista, pianista, gitarzysta, autor tekstów, członek zespołu Europe
- 20 sierpnia:
  - Bernard Lancy Pinto, indyjski duchowny katolicki
  - John Joseph McIntyre, amerykański duchowny katolicki
  - Pavol Rusko, słowacki polityk
  - Robert Warzycha, polski piłkarz, trener
- 21 sierpnia:
  - Richmond Arquette, amerykański aktor
  - Muhammad VI, król Maroka
- 22 sierpnia:
  - Witold Albiński, polski perkusista, dziennikarz i pedagog
  - Tori Amos, amerykańska piosenkarka, pianistka
  - Ernesto Caccavale, włoski dziennikarz, polityk
  - Cayetano Cornet, hiszpański lekkoatleta, sprinter
  - Jacek Jędrzejak, polski basista, wokalista, kompozytor, autor tekstów, członek zespołów: Rokosz, Big Cyc i Czarno-Czarni
  - João da Silva, brazylijski lekkoatleta, sprinter
- 23 sierpnia:
  - Marie-Christine Cazier, francuska lekkoatletka, sprinterka
  - Mirosław Gil, polski gitarzysta, kompozytor, członek zespołów: Collage, Mr. Gil, Ananke i Belive
  - Nader Mohammadchani, irański piłkarz
  - Park Chan-wook, południowokoreański reżyser i scenarzysta filmowy
  - Robert Rich, amerykański muzyk eksperymentalny
  - Steve Soto, amerykański gitarzysta i wokalista rockowy (zm. 2018)
- 24 sierpnia:
  - John Bush, amerykański wokalista, członek zespołu Anthrax
  - Mike Dean, amerykański muzyk, wokalista, członek zespołu Corrosion of Conformity
  - Claudio García, argentyński piłkarz
  - Hideo Kojima, japoński projektant gier komputerowych
  - Peter Rufai, nigeryjski piłkarz, bramkarz (zm. 2025)
  - Karol Sabath, polski biolog, paleontolog (zm. 2007)
- 25 sierpnia:
  - Miro Cerar, słoweński prawnik, polityk, premier Słowenii
  - Mirosław Jędras, polski lekarz, muzyk, wokalista, lider zespołu Zacier
  - Ævar Örn Jósepsson, islandzki pisarz
  - Roberto Mussi, włoski piłkarz
  - Andrzej Nowakowski, polski reżyser, scenarzysta i producent teatralny, filmowy i telewizyjny
- 26 sierpnia:
  - Ludger Beerbaum, niemiecki jeździec sportowy
  - Birgit Keppler-Stein, niemiecka narciarka dowolna
  - Liu Huan, chiński piosenkarz
  - Sergio Pérez de Arce, chilijski duchowny katolicki, arcybiskup Concepción
- 27 sierpnia: 
  - Jane Brophy, brytyjska działaczka samorządowa, polityk, eurodeputowana
  - Chidi Imoh, nigeryjski lekkoatleta, sprinter
- 28 sierpnia:
  - Lucjan Avgustini, albański duchowny katolicki, biskup Sapy (zm. 2016)
  - Regina Jacobs, amerykańska lekkoatletka, biegaczka średniodystansowa
  - Waldemar Legień, polski judoka, mistrz olimpijski
  - Peter Mygind, duński aktor
  - Paul Speckmann, amerykański muzyk metalowy, kompozytor, basista, lider i założyciel grupy Master
  - Wałerij Szyriajew, ukraiński hokeista, trener
- 29 sierpnia:
  - Steve Clarke, szkocki piłkarz
  - Elizabeth Fraser, szkocka wokalistka, członkini zespołu Cocteau Twins
  - Karl Markovics, austriacki aktor
  - Ivica Petanjak, chorwacki duchowny katolicki, biskup Krku
- 30 sierpnia:
  - Michael Chiklis, amerykański aktor
  - Phil Mills, walijski pilot rajdowy
  - Paul Oakenfold, brytyjski didżej, producent muzyczny
  - Sabine Oberhauser, austriacka lekarka, działaczka związkowa, polityk, minister zdrowia (zm. 2017)
  - Mark Strong, brytyjski aktor
- 31 sierpnia:
  - Egyptian Lover, amerykański didżej, wokalista, producent muzyczny
  - Robert Gawliński, polski muzyk rockowy, wokalista, autor tekstów, lider zespołu Wilki
  - Rituparno Ghosh, indyjski reżyser filmowy (zm. 2013)
  - Kristina Lilley, amerykańska aktorka
  - Krystyna Mączka, polska lekkoatletka, oszczepniczka
- 1 września:
  - Arkadiusz Czapor, polski siatkarz
  - Boleslav Patera, czeski tyczkarz, trener
- 2 września: 
  - Sam Mitchell, amerykański koszykarz, trener
  - Stanisław Czerczesow, rosyjski piłkarz, bramkarz, trener i działacz piłkarski
- 3 września:
  - Anna Balicka, polska siatkarka
  - Malcolm Gladwell, kanadyjski pisarz, reporter, publicysta
  - Amber Lynn, amerykańska aktorka pornograficzna
  - Kimberly Ruddins, amerykańska siatkarka
  - Mark Witherspoon, amerykański lekkoatleta, sprinter
- 4 września: 
  - Waldemar Kraska, polski lekarz chirurg, polityk, senator RP, wiceminister zdrowia
  - Annabel Schofield, brytyjska modelka, aktorka
  - Mirosław Suski, polski urzędnik państwowy i prawnik, radca prawny
- 5 września:
  - Juan Alderete, amerykański basista, członek zespołu The Mars Volta
  - Marco Bonitta, włoski trener siatkarski
  - Taki Inoue, japoński kierowca wyścigowy
  - Mariusz Rutkowski, polski kajakarz
- 6 września:
  - Angela Chalmers, kanadyjska lekkoatletka, biegaczka średnio- i długodystansowa
  - Blas Giunta, argentyński piłkarz, trener
  - Ivan Hašek, czeski piłkarz, trener
  - Josu Jon Imaz, hiszpański i baskijski polityk
  - József Kiprich, węgierski piłkarz, trener
  - Marija Manołowa, bułgarska badmintonistka
  - Pat Nevin, szkocki piłkarz
  - Biser Petkow, bułgarski ekonomista, wykładowca akademicki, urzędnik państwowy, polityk
  - Betsy Russell, amerykańska aktorka
  - Alice Sebold, amerykańska pisarka
- 7 września: 
  - William Earl Brown, amerykański aktor
  - Éric Di Meco, francuski piłkarz
  - Admir Smajić, bośniacki piłkarz, trener
  - Włodzimierz Wróbel, polski prawnik
- 8 września:
  - Susanne Gunnarsson, szwedzka kajakarka
  - Mieczysław Karłowicz, polski kolarz szosowy
  - Li Ning, chiński gimnastyk
  - Herbert Waas, niemiecki piłkarz
  - Larry Zerner, amerykański aktor, prawnik
- 9 września: 
  - Christopher A. Coons, amerykański polityk, senator
  - Roberto Donadoni, włoski piłkarz, trener
  - Markus Wasmeier, niemiecki narciarz alpejski
- 10 września:
  - Björn Johansson, szwedzki kolarz szosowy
  - Randy Johnson, amerykański baseballista
  - Jay Laga’aia, nowozelandzki aktor, piosenkarz
  - Wujadin Stanojkowiḱ, macedoński piłkarz, trener
  - Bill Stevenson, amerykański perkusista, członek zespołów: All(inne języki), Black Flag, Descendents, The Lemonheads i Only Crime(inne języki)
  - Przemysław Żurawski vel Grajewski, polski politolog, nauczyciel akademicki
  - Radosław Żurawski vel Grajewski, polski historyk, wykładowca akademicki
- 11 września: 
  - Krzysztof Kamiński, polski judoka
  - Hennadij Łytowczenko, ukraiński piłkarz
  - Jolanta Molenda, polska siatkarka (zm. 2017)
- 12 września:
  - Sérgio Araújo, brazylijski piłkarz, trener
  - Jock Clear, brytyjski inżynier
  - Shannon Crawford, kanadyjska wioślarka
- 13 września:
  - Phillip Dutton, australijski jeździec sportowy
  - Siergiej Podpały, rosyjski piłkarz, trener pochodzenia ukraińskiego
  - Tanya Valko, polska pisarka, poetka, arabistka, tłumaczka, bizneswoman
  - Sophie in ’t Veld, holenderska polityk
  - Tommy Waidelich, szwedzki polityk
- 14 września:
  - Tadeusz Chrzan, polski polityk, samorządowiec, starosta jarosławski, poseł na Sejm RP
  - Grzegorz Piechowiak, polski samorządowiec, polityk, poseł na Sejm RP
- 15 września:
  - Simon Hart, brytyjski polityk
  - Jurij Szatałow, rosyjski piłkarz, trener
  - Krzysztof Zawadka, polski gitarzysta, członek zespołu Oddział Zamknięty
- 16 września:
  - Luc Frieden, luksemburski polityk, premier Luksemburga
  - Michalina Maciuszek, polska biegaczka narciarska
  - Richard Marx, amerykański piosenkarz, autor tekstów, kompozytor, producent muzyczny
  - Katarzyna Popieluch-Bryniarska, polska biegaczka narciarska
  - Nick Thometz, amerykański łyżwiarz szybki
- 17 września:
  - Jolanta Błędowska, polska hokeistka na trawie
  - Olga Burowa, rosyjska lekkoatletka, dyskobolka
  - William Shockley, amerykański aktor, muzyk
  - Piotr Zgorzelski, polski samorządowiec, polityk, poseł na Sejm RP
- 18 września: 
  - Tudor Casapu, mołdawski sztangista
  - John Powell, brytyjski kompozytor muzyki filmowej
- 19 września:
  - Jarvis Cocker brytyjski muzyk, lider zespołu Pulp
  - Alessandra Martines, włosko-francuska aktorka, tancerka
  - Marcin Pospieszalski, polski basista, kompozytor, producent muzyczny
  - David Seaman, angielski piłkarz, bramkarz
  - Andrzej Tatuśko, polski menadżer, polityk
- 20 września:
  - Andriej Dierżawin, rosyjski piosenkarz, kompozytor
  - Alain LaRoche, kanadyjski narciarz dowolny
  - Izabela Maj, polska koszykarka
  - Lilija Nurutdinowa, rosyjska lekkoatletka, biegaczka średniodystansowa
  - Joseph O’Connor, irlandzki pisarz
- 21 września: 
  - Dominique-Marie David, francuski duchowny katolicki, arcybiskup Monako
  - Angus Macfadyen, szkocki aktor
  - Carmen Machi, hiszpańska aktorka
  - Mamoru Samuragōchi, japoński kompozytor
  - Aleksander Sosna, polski działacz samorządowy, poseł na Sejm RP
  - Trevor Steven, angielski piłkarz
- 22 września – Armando Castagna, włoski żużlowiec
- 23 września:
  - Mike Franks, amerykański lekkoatleta, sprinter
  - Marzena Hanyżewska, polska siatkarka
  - Gabriele Reinsch, niemiecka lekkoatletka, dyskobolka
  - Anna Rybicka, polska lekkoatletka, biegaczka średnio- i długodystansowa
- 24 września:
  - Igors Kazanovs, łotewski lekkoatleta, płotkarz pochodzenia rosyjskiego
  - Dorina Vaccaroni, włoska florecistka
- 25 września:
  - Tate Donovan, amerykański aktor, fotograf, muzyk
  - Mikael Persbrandt, szwedzki aktor
- 26 września: 
  - Lysette Anthony, brytyjska aktorka
  - Terry Jenkins, angielski darter
  - Kerstin Moring, niemiecka biathlonistka, biegaczka narciarska
  - Douglas Wakiihuri, kenijski lekkoatleta, długodystansowiec
- 27 września:
  - Ivana Chýlková, czeska aktorka teatralna i filmowa
  - Barbara Grygorcewicz, polska polityk, posłanka na Sejm RP
  - Caren Metschuck, niemiecka pływaczka
  - Michał Rosa, polski reżyser i scenarzysta filmowy
  - Dale Walters, kanadyjski bokser
- 28 września:
  - Luis Arce, boliwijski ekonomista, polityk, prezydent Boliwii
  - Grzegorz Bierecki, polski działacz spółdzielczy, polityk, senator RP
  - Érik Comas, francuski kierowca wyścigowy
  - Johnny Dawkins, amerykański koszykarz
  - Adam Nowak, polski gitarzysta, wokalista, kompozytor, członek zespołu Raz, Dwa, Trzy
  - Andrzej Zeńczewski, polski gitarzysta, wokalista, członek zespołów: Daab i T.Love
- 29 września:
  - Les Claypool, amerykański basista, członek zespołu Primus
  - Jacek Wachowski, polski teatrolog, literaturoznawca
  - Jarosław Wajk, polski wokalista, autor tekstów, kompozytor, członek zespołu Oddział Zamknięty
- 30 września:
  - Maite Nkoana-Mashabane, południowoafrykańska polityk
  - Corrado Verdelli, włoski piłkarz, trener
- 1 października: 
  - Eric Black, szkocki piłkarz, trener
  - Jan Bury, polski prawnik, polityk, poseł na Sejm RP
  - Nanci Chambers, amerykańska aktorka
  - Mark McGwire, amerykański baseballista
  - Abdulrahman Mohamed, emiracki piłkarz
  - Lawrence Norfolk, brytyjski pisarz, dziennikarz
  - Iveta Šranková, czeska hokeistka na trawie
  - Łyczezar Tanew, bułgarski piłkarz
- 2 października: 
  - Bogdan Grad, polski gitarzysta, wokalista, członek zespołów: Blue Note, Yankel Band(inne języki), Big Dance, One Red i Kapela Jankiela
  - Bernarda Ligęza, polska lekkoatletka, sprinterka
- 3 października: 
  - Rahym Kurbanmämmedow, turkmeński piłkarz, trener
  - Jarosław Stawiarski, polski polityk, marszałek województwa lubelskiego
  - Ye Rongguang, chiński szachista
- 4 października:
  - Marcelo Buquet, urugwajski aktor
  - Bogusław Klozik, polski zapaśnik
  - Sławomir Makaruk, polski podróżnik, fotograf
  - Zbigniew Rynasiewicz, polski polityk, samorządowiec, poseł na Sejm RP
- 5 października: 
  - John Buttigieg, maltański piłkarz, trener
  - Giuseppe Castiglione, włoski prawnik, polityk
  - Michael Hadschieff, austriacki łyżwiarz szybki
  - Krzysztof Król, polski dziennikarz, informatyk, publicysta, polityk, poseł na Sejm RP
  - Marcin Kudełka, polski aktor (zm. 2022)
  - Charlotte Link, niemiecka pisarka
  - Alexandra Thein, niemiecka polityk
- 6 października:
  - Sven Andersson, szwedzki piłkarz, bramkarz
  - Jsu Garcia, amerykański aktor pochodzenia kubańskiego
  - Galina Lebiediewa, rosyjska siatkarka
  - Elisabeth Shue, amerykańska aktorka
  - Vasile Tarlev, mołdawski polityk, premier Mołdawii
- 7 października: 
  - Tatjana Aleksiejewa, rosyjska lekkoatletka, sprinterka
  - Zbigniew Chrzanowski, polski rolnik, polityk, poseł na Sejm RP, eurodeputowany
  - Anna Maria Cisint, włoska polityk, urzędniczka i działaczka samorządowa
  - Kool Keith, amerykański raper, producent muzyczny
  - Jarosław Klejnocki, polski prozaik, poeta, krytyk literacki (zm. 2025)
- 8 października: 
  - Ewa Drozd, polska pedagog, działaczka samorządowa, polityk, poseł na Sejm RP
  - Antonio Filipazzi, włoski duchowny katolicki, arcybiskup, nuncjusz apostolski
  - Vladimiras Volčiok, litewski prawnik, samorządowiec, polityk
- 9 października: 
  - Samia Djémaa, algierska lekkoatletka, oszczepniczka
  - Salvador González Marco, hiszpański piłkarz, trener
  - Jacek Kościelniak, polski polityk, poseł na Sejm RP
  - Leszek Miętek, polski maszynista, związkowiec
- 10 października:
  - Ashley Holzer, kanadyjska i amerykańska jeźdźczyni sportowa
  - Katarzyna Kozak, polska aktorka
  - Bjørn Kristensen, duński piłkarz
  - Jolanda de Rover, holenderska pływaczka
  - Vegard Ulvang, norweski biegacz narciarski
- 11 października:
  - Jelena Bielewska, białoruska lekkoatletka, skoczkini w dal
  - Katarzyna Chrzanowska, polska aktorka
  - Fajsal ibn al-Husajn, jordański książę
  - Roni Rosenthal, izraelski piłkarz
  - Jordi Villacampa, hiszpański koszykarz
- 12 października: 
  - Raimond Aumann, niemiecki piłkarz, bramkarz
  - Teresa Pawliszcze, polska lekkoatletka, kulomiotka
  - Sławomir Zubrzycki, polski pianista, kompozytor
- 13 października:
  - Isabelle Gelinas, kanadyjsko-francuska aktorka
  - Gildardo Gómez, kolumbijski piłkarz
  - Maria Paola Merloni, włoska bizneswoman, polityk
  - Carlos Poblete, chilijski piłkarz, trener
  - Bakytżan Sagintajew, kazachski polityk, premier Kazachstanu
- 14 października:
  - Borisław Abadżiew, bułgarski bokser
  - Helena Langšádlová, czeska polityk, eurodeputowana
  - Lori Petty, amerykańska aktorka
  - Alessandro Safina, włoski śpiewak operowy (tenor)
  - Andrzej Sypytkowski, polski kolarz szosowy
- 15 października:
  - Danuta Borsuk, polska aktorka
  - Stanley Menzo, holenderski piłkarz, bramkarz pochodzenia surinamskiego
  - Marzena Wróbel, polska polityk, poseł na Sejm RP
  - Rasim Abuşev, azerski piłkarz
- 16 października:
  - Pamela Bach, amerykańska aktorka (zm. 2025)
  - Danko Cvjetičanin, chorwacki koszykarz
  - Anneloes Nieuwenhuizen, holenderska hokeistka na trawie
- 17 października:
  - Sergio Goycochea, argentyński piłkarz, bramkarz
  - Robert Matera, polski gitarzysta, wokalista, członek zespołu Dezerter
- 18 października: 
  - John Lewis Adams, nowozelandzki duchowny katolicki
  - Ann Haesebrouck, belgijska wioślarka
  - Jolanta Piętek-Górecka, polska aktorka
  - Wiktar Sazonau, białoruski przedsiębiorca, dziennikarz, opozycjonista
- 19 października: 
  - Mauricio Montero, kostarykański piłkarz
  - Charles Simpkins, amerykański lekkoatleta, trójskoczek
  - Wawrzyniec, książę belgijski
  - Katarzyna Żak, polska aktorka
- 20 października: 
  - Siniša Gogić, cypryjski piłkarz pochodzenia serbskiego
  - Iurie Leancă, mołdawski polityk, premier Mołdawii
  - Julie Payette, kanadyjska astronautka, polityk, gubernator generalna Kanady
  - Władimir Sołowjow, rosyjski dziennikarz
  - Stan Valckx, holenderski piłkarz
- 21 października:
  - Dominique Béchard, maurytyjski lekkoatleta, kulomiot i dyskobol
  - Marco Aurélio Gubiotti, brazylijski duchowny katolicki, biskup Itabira-Fabricano
  - Cezary Michalski, polski eseista, prozaik i publicysta
- 22 października:
  - Brian Boitano, amerykański łyżwiarz figurowy
  - Kęstas Komskis, litewski samorządowiec, polityk
- 23 października: 
  - Edminas Bagdonas, litewski dyplomata (zm. 2021)
  - Marta Kober, amerykańska aktorka
  - Nune Tumanian, ormiańska rzeźbiarka
- 24 października:
  - Tima Džebo, bośniacka koszykarka, trenerka (zm. 2025)
  - José Ricardo Pérez, meksykański piłkarz
  - Zoran Radojičić, serbski lekarz, samorządowiec, burmistrz Belgradu
  - Piotr Stępień, polski zapaśnik
- 25 października: 
  - José Ortiz, portorykański koszykarz
  - Shelton Fabre, amerykański duchowny katolicki, biskup Houma-Thibodaux
  - John Levén, szwedzki basista, członek zespołu Europe
  - Tracy Nelson, amerykańska aktorka
  - Mansoni Ngombo, kongijski piłkarz
- 26 października:
  - Natalie Merchant(inne języki), amerykańska wokalistka, członkini zespołu 10,000 Maniacs
  - José Zalazar, urugwajski piłkarz
  - Tom Cavanagh, kanadyjski aktor
- 27 października:
  - Lee Young-jin, południowokoreański piłkarz
  - Aleksander Szczygło, polski prawnik, polityk, minister obrony narodowej, szef BBN i Kancelarii Prezydenta RP, poseł na Sejm RP (zm. 2010)
  - Farin Urlaub, niemiecki muzyk, członek zespołu Die Ärzte
- 28 października:
  - Iwona Katarzyna Pawlak, polska aktorka
  - Christian Plaziat, francuski lekkoatleta, wieloboista
  - Eros Ramazzotti, włoski piosenkarz
- 29 października: 
  - Damian Chapa, amerykański aktor, reżyser, scenarzysta i producent filmowy pochodzenia meksykańskiego
  - Kristján Jónsson, islandzki piłkarz
  - Sławomir Hajos, polski strażak, samorządowiec, polityk, poseł na Sejm RP
  - Tim Minear, amerykański reżyser i scenarzysta filmowy
- 30 października:
  - Michael Beach, amerykański aktor
  - Tom Brady, amerykański reżyser, aktor, scenarzysta i producent filmowy
- 31 października:
  - Jan Cyrka, brytyjski gitarzysta polskiego pochodzenia
  - Mikkey Dee, szwedzki perkusista greckiego pochodzenia
  - Dunga, brazylijski piłkarz, trener
  - Mogens Krogh, duński piłkarz, bramkarz
  - Krzysztof Labus, polski geolog
  - Johnny Marr, brytyjski gitarzysta, wokalista, członek zespołów: The Smiths i The Cribs
  - Dermot Mulroney, amerykański aktor, producent filmowy i telewizyjny
  - Rob Schneider, amerykański aktor, scenarzysta i producent filmowy
- 1 listopada:
  - Rick Allen, brytyjski perkusista, członek zespołu Def Leppard
  - Nita Ambani, hinduska bizneswomen, filantropka
  - Massimo Corsaro, włoski samorządowiec, polityk
  - Mark Hughes, walijski piłkarz, trener
  - Hiromichi Itō, japońska zapaśniczka
  - Katja Riemann, niemiecka aktorka
  - Nicu Vlad, rumuński sztangista
- 2 listopada:
  - Jens Johansson, szwedzki muzyk, kompozytor, klawiszowiec
  - Brian Kemp, amerykański polityk, gubernator stanu Georgia
  - Borut Pahor, słoweński polityk, premier i prezydent Słowenii
  - Udo Wagner, niemiecki florecista
- 3 listopada:
  - Massimiliano Duran, włoski bokser
  - Roland Grahammer, niemiecki piłkarz
  - Davis Guggenheim, amerykański reżyser i producent filmowy
  - Ian Wright, angielski piłkarz
  - Adam Zejer, polski piłkarz
- 4 listopada:
  - Hennadij Awdiejenko, ukraiński lekkoatleta, skoczek wzwyż
  - Przemysław Babiarz, polski dziennikarz i komentator sportowy
  - Horacio Elizondo, argentyński sędzia piłkarski
  - Piotr Ibrahim Kalwas, polski pisarz, dziennikarz
  - Suela Konjari, albańska aktorka
  - Wang Shu, chiński architekt
- 5 listopada: 
  - Sylva Fischerová, czeska poetka, pisarka
  - Hans Gillhaus, holenderski piłkarz
  - Ja’ir Lapid, izraelski dziennikarz, wojskowy, pisarz, aktor, scenarzysta, kompozytor, prezenter telewizyjny, bokser, polityk
  - Tatum O’Neal, amerykańska aktorka
  - Jean-Pierre Papin, francuski piłkarz, trener
  - Muniek Staszczyk, polski wokalista, autor tekstów, lider zespołu T.Love
- 6 listopada:
  - Charles Kurzman, amerykański socjolog
  - Giselle LaRonde, trynidadzko-tobagijska modelka, zwyciężczyni konkursu Miss World
  - Nadine Morano, francuska polityk
  - Mariola Sokołowska, polska działaczka samorządowa, polityk, poseł na Sejm RP
- 7 listopada: 
  - John Barnes, jamajski piłkarz, trener
  - Giuliano Brugnotto, włoski duchowny katolicki
  - Franck Dubosc, francuski aktor, komik, scenarzysta
  - Sam Graves, amerykański polityk, kongresman
  - Todd McKee, amerykański aktor
- 8 listopada:
  - Hugo Pérez, amerykański piłkarz pochodzenia salwadorskiego
  - Florian Vlashi, albański kompozytor, dyrygent, skrzypek
- 9 listopada:
  - Anthony Bowie, amerykański koszykarz, trener
  - Anna Gawarecka, polska literaturoznawczyni, bohemistka
  - Alaksandr Tamkowicz, białoruski dziennikarz, pisarz
- 10 listopada: 
  - Salim Ajjasz, libański terrorysta
  - Hugh Bonneville, brytyjski aktor
  - Wojciech Bosak, polski polityk, samorządowiec, wicemarszałek województwa małopolskiego
  - Sylvain Chomet, francuski reżyser filmów animowanych, twórca komiksów
  - Tanju Çolak, turecki piłkarz, trener
  - Natalija Herman, ukraińska lekkoatletka, sprinterka
  - Michaił Jefriemow, rosyjski aktor
  - Mike Powell, amerykański lekkoatleta, skoczek w dal
  - Grzegorz Suchodolski, polski duchowny katolicki, biskup pomocniczy siedlecki
- 11 listopada:
  - Paul James, kanadyjski piłkarz, trener pochodzenia walijskiego
  - Cyryl (Sikis), grecki biskup prawosławny
- 12 listopada:
  - Harumi Honda, japoński kolarz torowy
  - Steve Reed, brytyjski polityk
  - Susumu Terajima, japoński aktor
- 13 listopada:
  - Zbigniew Biernat, polski samorządowiec, polityk, poseł na Sejm RP
  - María Ángela Holguín, kolumbijska polityk
  - Olivier Leborgne, francuski duchowny katolicki, biskup Arras
- 14 listopada: 
  - Gail Anderson-Dargatz, kanadyjska pisarka
  - Sorin Babii, rumuński strzelec sportowy
  - Stéphane Bern, francusko-luksemurski dziennikarz i prezenter radiowo-telewizyjny
  - Keith Curle, angielski piłkarz, trener
  - Adam Drzeżdżon, polski samorządowiec, burmistrz Władysławowa
  - Peter Fröjdfeldt, szwedzki sędzia piłkarski
  - Akinobu Hiranaka, japoński bokser
  - Michał Krasenkow, polski szachista, trener pochodzenia rosyjskiego
  - Alma Qeramixhi, albańska lekkoatletka, wieloboistka
- 15 listopada:
  - Alick Banda, zambijski duchowny katolicki, biskup Ndola
  - Urmas Jõemees, estoński operator filmów animowanych (zm. 2023)
  - Tōru Sano, japoński piłkarz
- 16 listopada: 
  - Marcin Baran, polski poeta, eseista, dziennikarz
  - Dietmar Beiersdorfer, niemiecki piłkarz
  - Zina Garrison, amerykańska tenisistka
  - Antoine Kombouaré, francuski piłkarz, trener pochodzenia nowokaledońskiego
  - René Steinke, niemiecki aktor
  - Piotr Walkowski, polski rolnik, samorządowiec, polityk, poseł na Sejm RP
- 17 listopada:
  - Adrian Branch, amerykański koszykarz
  - Jonny Jakobsen, szwedzki piosenkarz
  - Elisabeth Kirchler, austriacka narciarka alpejska
  - Patxi Salinas, hiszpański piłkarz, trener narodowości baskijskiej
  - Dylan Walsh, amerykański aktor pochodzenia irlandzkiego
- 18 listopada: 
  - Ivan Maffeis, włoski duchowny katolicki
  - Robert Majewski, polski trębacz jazzowy
  - Peter Schmeichel, duński piłkarz, bramkarz pochodzenia polskiego
- 19 listopada: 
  - Terry Farrell, amerykańska aktorka, modelka
  - Paul Foerster, amerykański żeglarz sportowy
  - Anna Hallberg, szwedzka polityk
  - Marek Polak, polski polityk, poseł na Sejm RP
- 20 listopada:
  - Timothy Gowers, brytyjski matematyk
  - Beezie Madden, amerykańska jeźdźczyni sportowa
  - John Mair, jamajski lekkoatleta, sprinter
  - Ming-Na, chińska aktorka
- 21 listopada: 
  - Peter Bosz, holenderski piłkarz, trener
  - Dorota Dziak, polska lekkoatletka, biegaczka średniodystansowa
  - Andrzej Knap, polski generał brygady
  - Sławomir Koper, polski pisarz, publicysta
  - João Gilberto de Moura, brazylijski duchowny katolicki, biskup Jardim
  - Atanas Paszew, bułgarski piłkarz
  - Nik Pierumow, rosyjski pisarz fantasy i science fiction
  - Nicollette Sheridan, brytyjska aktorka, modelka
  - Pedro Venâncio, portugalski piłkarz
- 22 listopada:
  - Domingos Castro, portugalski lekkoatleta, długodystansowiec
  - Winsor Harmon, amerykański aktor, producent filmowy, wokalista
  - Tony Mowbray, angielski piłkarz, trener
  - Brian Robbins, amerykański aktor, reżyser, producent i scenarzysta filmowy
  - Jamaal Shabazz, trynidadzko-tobagijski piłkarz, trener
  - Goran Svilanović, serbski prawnik, polityk
  - Zé Teodoro, brazylijski piłkarz, trener
- 23 listopada:
  - Jacek Bylica, polski urzędnik, dyplomata
  - Kevin Chamberlin, amerykański aktor
  - Sonia Heredia, peruwiańska siatkarka
  - Salutaris Libena, tanzański duchowny katolicki, biskup Ifakary
  - Gwynne Shotwell, amerykańska inżynier, bizneswoman
- 24 listopada:
  - Jacek Hoffmann, polski samorządowiec, wicemarszałek województwa lubuskiego
  - Marek Wojtera, polski polityk, działacz samorządowy, poseł na Sejm RP (zm. 2022)
- 25 listopada:
  - Konrad Krajewski, polski duchowny katolicki, jałmużnik papieski, kardynał
  - Tuulikki Pyykkönen, fińska biegaczka narciarska
  - Dave Rennie, nowozelandzki rugbysta, trener
  - Sławomir Skwarek, polski nauczyciel, samorządowiec, polityk, wójt gminy Adamów, poseł na Sejm RP
- 26 listopada:
  - Richard Arnold, amerykański oceanograf, astronauta
  - Mario Elie, amerykański koszykarz, trener
  - Jozefina Topalli, albańska polityk
- 27 listopada: 
  - Thomas Bo Larsen, duński aktor
  - Władimir Maszkow, rosyjski aktor
  - Miguel Molina, hiszpański aktor, pieśniarz
  - Roland Nilsson, szwedzki piłkarz
  - Mirella Stech, polska siatkarka
- 28 listopada:
  - Brendan Cahill, amerykański duchowny katolicki, biskup Victorii w Teksasie
  - Armando Iannucci, szkocki satyryk, komik, aktor, reżyser, scenarzysta i producent filmowy pochodzenia włoskiego
  - Lee Jae-seok, południowokoreański zapaśnik
  - Oumar Tatam Ly, malijski polityk, premier Mali
- 29 listopada: 
  - Sławomir Chałaśkiewicz, polski piłkarz
  - Hans-Jürgen Gundelach, niemiecki piłkarz, bramkarz
  - Agata Karczmarek, polska gimnastyczka sportowa, lekkoatletka, skoczkini w dal (zm. 2016)
  - Martti Kellokumpu, fiński narciarz dowolny
  - Jean-Charles Wismick, haitański duchowny katolicki
- 30 listopada:
  - Ingrid Hirschhofer, austriacka narciarka na trawie
  - Daniel Myrick, amerykański reżyser, scenarzysta, producent montażysta i operator filmowy
  - Gianfranco Rosi, włoski reżyser, scenarzysta, operator i producent filmowy
  - David Yates, brytyjski reżyser filmowy
  - Justyna Zbiróg, polska aktorka
- 1 grudnia: 
  - Marek Czakon, polski piłkarz (zm. 2024)
  - Andrzej Gil, polski dyrygent
  - Nathalie Lambert, kanadyjska łyżwiarka szybka, specjalistka short tracku
  - Jochen Pietzsch, niemiecki saneczkarz
  - Włodzimierz Siedlik, polski dyrygent (zm. 2025)
  - Wojciech Szczurek, polski samorządowiec, prezydent Gdyni
  - Wasilij Żdanow, rosyjski kolarz szosowy
- 2 grudnia: 
  - Mieczysław Drożdżewski, polski samorządowiec, burmistrz Koła
  - Kumaresan Duraisamy, indyjski aktor, polityk
  - Dan Gauthier, amerykański aktor
  - Witalij Manski, rosyjski reżyser
  - Ann Patchett, amerykańska pisarka
- 3 grudnia:
  - Steve Hegg, amerykański kolarz szosowy i torowy
  - Joe Lally, amerykański gitarzysta, autor tekstów piosenek
- 4 grudnia:
  - Kayla Blake, amerykańska aktorka
  - Serhij Bubka, ukraiński lekkoatleta, tyczkarz, polityk, działacz sportowy
  - Harri Eloranta, fiński biathlonista
  - Javed Jaffrey, indyjski aktor
  - Jurij Kaszkarow, rosyjski biathlonista
  - Jarosław Kret, polski dziennikarz, prezenter telewizyjny, fotoreporter
  - Jozef Sabovčík, słowacki łyżwiarz figurowy
- 5 grudnia:
  - Eddie Edwards, brytyjski skoczek narciarski
  - Małgorzata Lipska, polska hokeistka na trawie
  - Sławomir Matusz, polski poeta, krytyk literacki, dziennikarz
- 6 grudnia: 
  - Debbie Armstrong, amerykańska narciarka alpejska
  - Carolyn McRorie, kanadyjska curlerka
  - Mirosław Myśliński, polski piłkarz
  - Gert Jan Schlatmann, holenderski hokeista na trawie
  - Ulrich Thomsen, duński aktor
  - Pavel Vrba, czeski trener piłkarski
- 7 grudnia: 
  - Gabriele Kohlisch, niemiecka saneczkarka, bobsleistka
  - Theo Snelders, holenderski piłkarz, bramkarz
  - Kuba Stankiewicz, polski pianista jazzowy
  - Anna Udycz, polska zapaśniczka i judoczka
- 8 grudnia: 
  - Dariusz Czernij, polski bokser (zm. 2025)
  - Brian McClair, szkocki piłkarz, trener
  - Nicolás Gregorio Nava Rojas, wenezuelski duchowny katolicki, biskup Machiques
  - Jacek Pawłowicz, polski działacz opozycji antykomunistycznej, muzealnik
  - Éric Poulat, francuski sędzia piłkarski
  - Anna Zielińska-Elliott, polska tłumaczka literatury japońskiej
- 9 grudnia:
  - Marek Kaczyński, polski polityk, poseł na Sejm RP
  - Mirella Mierzejewska, polska piłkarka ręczna
  - Masako Owada, japońska księżna
  - Stephen Thrower, brytyjski muzyk, pisarz
- 10 grudnia:
  - Muhammad wuld Bilal, mauretański polityk, premier Mauretanii
  - Barbara Duda-Biernacka, polska antropolog, wykładowczyni akademicka
  - Bruce Grant, nowozelandzki narciarz alpejski, alpinista (zm. 1995)
  - Zbigniew Nowak, polski przedsiębiorca, polityk, poseł na Sejm RP
  - Zbigniew Sosnowski, polski nauczyciel, polityk, samorządowiec, urzędnik państwowy
- 11 grudnia: 
  - Mario Been, holenderski piłkarz, trener
  - Małgorzata Czerlonko, polska koszykarka
  - Claudia Kohde-Kilsch, niemiecka tenisistka
  - Dariusz Stola, polski historyk
  - Tachir Wachidow, uzbecki szachista
  - Nigel Winterburn, angielski piłkarz
- 12 grudnia:
  - Klaus Bachmann, niemiecki dziennikarz, publicysta, historyk, politolog, profesor nauk społecznych
  - Andrzej Czaja, polski duchowny katolicki, biskup opolski
  - Alfredo Mendoza, paragwajski piłkarz
  - Ai Orikasa, japońska aktorka głosowa
  - Juan Carlos Varela, panamski polityk, prezydent Panamy
- 13 grudnia:
  - Ołeh Fediukow, ukraiński piłkarz, trener
  - Anna Jakubowicz-Bryx, polska pedagog, profesor nauk społecznych
  - Uwe-Jens Mey, niemiecki łyżwiarz szybki
- 14 grudnia: 
  - Andrea Cipressa, włoski florecista
  - Diana Gansky, niemiecka lekkoatleta, dyskobolka
  - Cynthia Gibb(inne języki), amerykańska aktorka
  - Jean-Michel Henry, francuski szpadzista
  - Vytautas Juozapaitis, litewski śpiewak operowy, wykładowca akademicki, prezenter telewizyjny, polityk
  - Joanna Kluzik-Rostkowska, polska dziennikarka, polityk, minister pracy i polityki społecznej, minister edukacji, poseł na Sejm RP
- 15 grudnia: 
  - Mirosław Baka, polski aktor
  - Ellie Cornell, amerykańska aktorka
  - Alenka Smerkolj, słoweńska menedżer, polityk
  - David Velay, francuski kierowca wyścigowy
- 16 grudnia: 
  - Benjamin Bratt, amerykański aktor
  - Viorica Dăncilă, rumuńska inżynier, polityk, premier Rumunii
  - James Mangold, amerykański reżyser i scenarzysta filmowy
- 17 grudnia:
  - Vince DiFiore, amerykański muzyk, autor tekstów, członek zespołu Cake
  - Jón Kalman Stefánsson, islandzki poeta, prozaik
- 18 grudnia:
  - Nino de Angelo, niemiecki piosenkarz pochodzenia włoskiego
  - Allan Kayser, amerykański aktor
  - Lori McNeil, amerykańska tenisistka
  - Pierre Nkurunziza, burundyjski polityk, prezydent Burundi (zm. 2020)
  - Charles Oakley, amerykański koszykarz
  - Brad Pitt, amerykański aktor, producent filmowy
- 19 grudnia: 
  - Jennifer Beals, amerykańska aktorka, modelka
  - Dariusz Kowalski, polski aktor
  - Til Schweiger, niemiecki aktor, reżyser, scenarzysta i producent filmowy
- 20 grudnia:
  - Joel Gretsch, amerykański aktor
  - Helena, hiszpańska księżna
  - Karen Moncrieff, amerykańska aktorka, scenarzystka i reżyserka filmowa
- 21 grudnia:
  - Govinda, indyjski aktor, producent i scenarzysta filmowy
  - Dmitrij Rogozin, rosyjski polityk, dyplomata
  - Donovan Ruddock, kanadyjski bokser pochodzenia jamajskiego
- 22 grudnia – Giuseppe Bergomi, włoski piłkarz
- 23 grudnia:
  - Juan Carlos Ares, argentyński duchowny katolicki, biskup pomocniczy Buenos Aires
  - Francesco Patton, włoski duchowny katolicki, franciszkanin, Kustosz Ziemi Świętej
  - Randy Samuel, kanadyjski piłkarz
  - Donna Tartt, amerykańska pisarka
- 24 grudnia – Chris Morris, irlandzki piłkarz
- 25 grudnia: 
  - Joop Gall, holenderski piłkarz, trener
  - Iwona Machowina, polska lekkoatletka, oszczepniczka
  - Fiolka Najdenowicz, polska piosenkarka pochodzenia bułgarskiego
- 26 grudnia:
  - Joan Plaza, hiszpański trener koszykówki
  - Lars Ulrich, duński perkusista, członek zespołu Metallica
  - Piotr Warszawski, polski aktor
- 27 grudnia:
  - Dżamal Mubarak, egipski polityk
  - Gaspar Noé, francuski aktor, operator, reżyser i scenarzysta filmowy pochodzenia argentyńskiego
- 28 grudnia: 
  - Jean-Philippe Daurelle, francuski szablista
  - Linda Keough, brytyjska lekkoatletka, sprinterka
  - Wojciech Kozak, polski polityk, samorządowiec, prezydent Warszawy
- 29 grudnia: 
  - Dariusz Jacek Bachalski, polski przedsiębiorca, polityk, poseł na Sejm RP
  - Barbara Berta, szwajcarska piosenkarka
  - Ulf Kristersson, szwedzki polityk, premier Szwecji
  - Dave McKean, brytyjski grafik, ilustrator, reżyser filmów animowanych
  - Luis Carlos Perea, kolumbijski piłkarz
- 30 grudnia: 
  - Tony Carreira, portugalski piosenkarz
  - Kim Hill, amerykańska piosenkarka chrześcijańska
  - Ronald Jansen, holenderski hokeista na trawie
  - Mike Pompeo, amerykański polityk
  - Dan Radtke, niemiecki kolarz szosowy
  - Jacek Stępczak, polski duchowny rzymskokatolicki
  - John van’t Schip, holenderski piłkarz, trener
- 31 grudnia: 
  - Scott Ian, amerykański muzyk rockowy, gitarzysta, założyciel i lider zespołu Anthrax
  - Ahmad Al Maktoum, emiracki strzelec sportowy
  - Raugi Yu, kanadyjski aktor

data dzienna nieznana
- Konstantin Czeriomuszkin(inne języki), radziecki seryjny morderca i pedofil (zm. 1993)
- Ibn asz-Szajch al-Libi, libijski terrorysta, członek Al-Ka’idy[2] (zm. 2009)
- Jolanta Fajkowska, polska dziennikarka i prezenterka telewizyjna
- Yang Xiaobo, chiński inżynier

## Zdarzenia astronomiczne
- 20 lipca – całkowite zaćmienie Słońca
- 30 grudnia – całkowite zaćmienie Księżyca

## Nagrody Nobla
- z fizyki – Eugene Paul Wigner, Maria Goeppert-Mayer, J. Hans D. Jensen
- z chemii – Karl Ziegler, Giulio Natta
- z medycyny – sir John Carew Eccles, Alan Hodgkin, Andrew Huxley
- z literatury – Jorgos Seferis
- nagroda pokojowa – Międzynarodowy Komitet Czerwonego Krzyża, Liga Stowarzyszeń Czerwonego Krzyża

## Święta ruchome
- Tłusty czwartek: 21 lutego
- Ostatki: 26 lutego
- Popielec: 27 lutego
- Niedziela Palmowa: 7 kwietnia
- Pamiątka śmierci Jezusa Chrystusa: 8 kwietnia
- Wielki Czwartek: 11 kwietnia
- Wielki Piątek: 12 kwietnia
- Wielka Sobota: 13 kwietnia
- Wielkanoc: 14 kwietnia
- Poniedziałek Wielkanocny: 15 kwietnia
- Wniebowstąpienie Pańskie: 23 maja
- Zesłanie Ducha Świętego: 2 czerwca
- Boże Ciało: 13 czerwca